# Challenge (Triathlon)

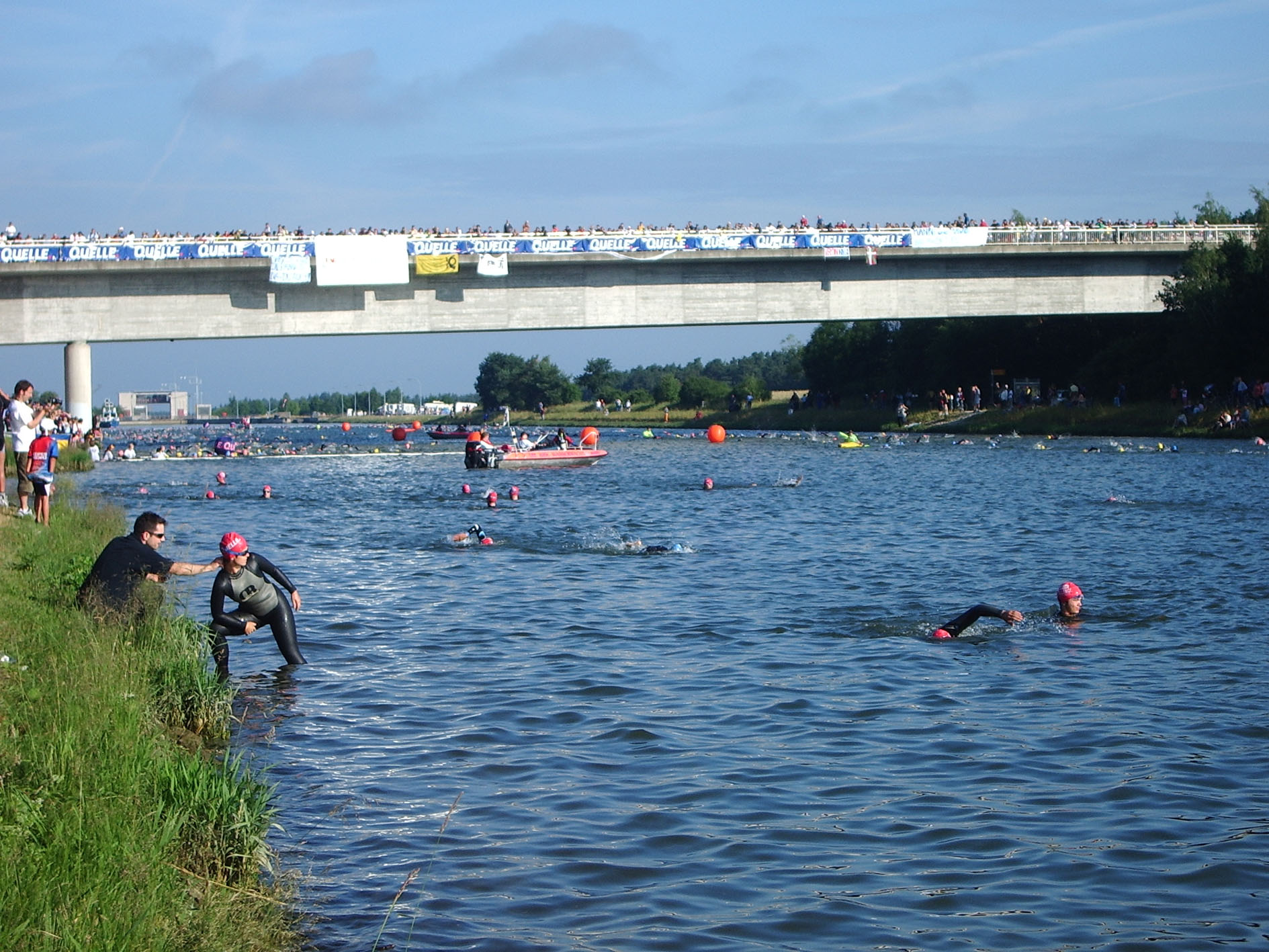
Schwimmstrecke der Challenge Roth im Main-Donau-Kanal

Challenge ist eine weltweite Triathlon-Wettkampfserie über die Lang- sowie Halbdistanz sowie der olympischen und Sprintdistanz unter Lizenz der Challenge Family GmbH mit Sitz im bayerischen Amberg. Die Serie umfasst Rennen an 25 Standorten.

## Geschichte
Die Wettkämpfe der Challenge-Serie werden über die Lang-, Mitteldistanz und/oder olympischen Distanz sowie der Sprintdistanz ausgetragen.
|                   | Schwimmen | Radfahren | Laufen  |
| ----------------- | --------- | --------- | ------- |
| Challenge Full    | 3,86 km   | 180 km    | 42,2 km |
| Challenge Half    | 1,9 km    | 90 km     | 21,1 km |
| Challenge Olympic | 1,5 km    | 40 km     | 10 km   |
| Challenge Sprint  | 750 m     | 20 km     | 5 km    |

Die einzelnen Disziplinen werden unmittelbar hintereinander absolviert, wobei bei den Wettkämpfen auch eine Anmeldung als Staffel von drei Personen möglich ist. Beim Radfahren besteht keine Windschattenfreigabe, d. h., es ist ein Mindestabstand von 10 Meter zum vorausfahrenden Athleten einzuhalten und ein dauerndes Nebeneinanderfahren ist nicht zulässig.
Ikonisch für Rennen unter der Lizenz der Challenge Family ist die herzliche Atmosphäre während des Rennens, sowie die vielen Nebenevents, wie ChallengeWomen, Triathlonrennen für Kinder und Shows während des Rennwochenendes.

### Challenge Roth seit 2002
Erster Wettkampf der Serie wurde 2002 die Challenge Roth, die zuvor 14 Jahre als weltweit größter Langdistanz-Triathlon als Qualifikationsrennen für den Ironman Hawaii unter dem Namen Ironman Europe ausgetragen worden war. Von 2003 bis 2015 war die Challenge Roth – bis auf 2011 und 2012 – alljährlich Austragungsort der Deutschen Triathlon-Meisterschaft auf der Langdistanz.
2003 wurde unter dem Namen Worlds Best erstmals eine Challenge-Serie veranstaltet:
Am 7. Juni 2003 organisierte Team Challenge in Hilpoltstein die Challenge Hilpoltstein als Triathlon über die Mitteldistanz, die Organisatoren des zuvor neun Jahre über die Sprintdistanz ausgerichteten Stadttriathlon Erding richteten am 22. Juni 2003 erstmals einen Triathlon über die olympische Distanz unter dem Namen Challenge Erding aus. Am 6. Juli wurde dann beim Challenge Roth der Sieger über die Serie geehrt. Die Serie sollte 2003 zunächst auf Masters ausgerichtet sein und ab 2004 dann auf Profi-Triathleten ausgeweitet werden. Mangels Einigung über die Kosten gab es für die Challenge Hilpoltstein keine Fortsetzung, Erding wurde ab 2004 – weiterhin über die olympische Distanz – wieder als Stadttriathlon Erding ausgeschrieben.

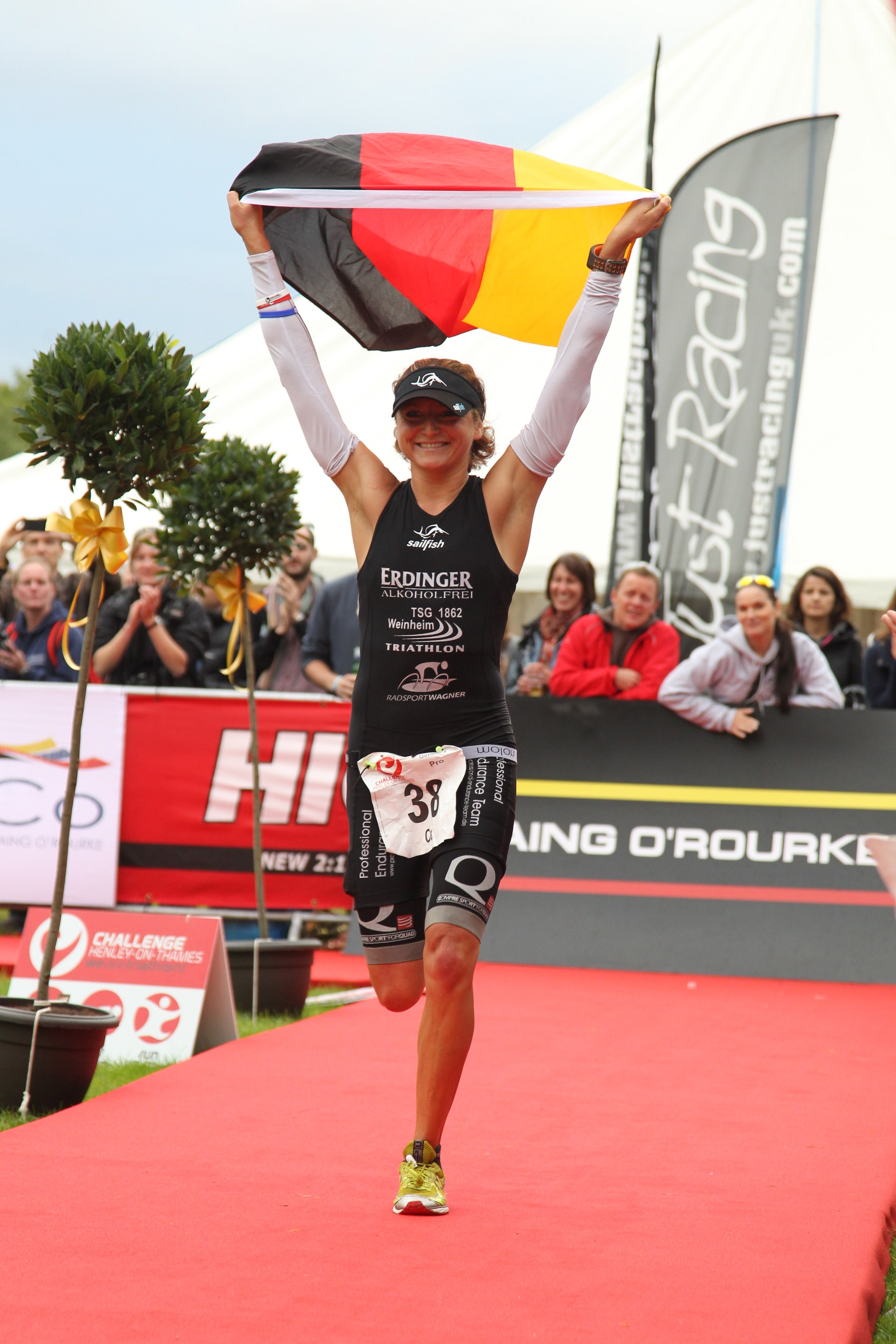
Celia Kuch beim Zieleinlauf der Challenge Henley-on-Thames, 2011

Im Jahr 2007 folgte die Challenge Wanaka auf der Südinsel Neuseelands als zweite Veranstaltung über die Langdistanz innerhalb der Serie. Im darauffolgenden Jahr wurde mit der Challenge Niederbronn-les-Bains wieder ein Wettkampf über die Halbdistanz aufgenommen. 2009 kamen die Challenge Kraichgau, welche zuvor als Kraichgau Triathlon-Festival stattgefunden hatte, sowie die beiden Wettbewerbe der Challenge Barcelona-Maresme (über die Lang- und Halbdistanz) hinzu. In den Folgejahren wuchs die Anzahl der Wettkämpfe mit dem Schwerpunkt Europa weiter, 2010 wurden acht Rennen ausgetragen, 2011 fanden bereits zwölf Challenges statt.

### ETU-Europameisterschaften Lang- und Mitteldistanz seit 2012
2012 sank die Zahl der Austragungen auf elf. Dafür gelang es der Challenge Family mit der European Triathlon Union zu vereinbaren, dass seither die Europameisterschaften sowohl über die Lang- wie auch die Mitteldistanz bei wechselnden Veranstaltungen im Rahmen der Challenge-Serie stattfinden.
Im Folgejahr wuchs die Anzahl der Veranstaltungen auf 17, wobei mit der Challenge Laguna Phuket und der Challenge Taiwan sowie der Challenge Penticton erstmals Wettbewerbe in Asien und Nordamerika stattfanden.
Außerdem wurde im Oktober 2012 – unmittelbar vor dem Ironman Hawaii auf einer Pressekonferenz in Kailua-Kona – bekanntgegeben, dass Chris McCormack, zweifacher Sieger des Ironman Hawaii sowie bei fünf Starts in Folge in Roth von 2004 bis 2007 dort Seriensieger, für die nächsten zehn Jahre als Markenbotschafter der Challenge Family fungieren würde.

### 26 Wettkämpfe 2014
Im Jahr 2014 wurden insgesamt 26 Wettkämpfe unter Lizenz der Challenge Family veranstaltet, wovon sich acht über die Langdistanz erstreckten. Am 4. September 2014 wurde eine Partnerschaft der Challenge Family mit der nordamerikanischen Triathlon-Serie Rev3 bekannt gegeben. Seit 2015 werden die bisherigen Rev3-Wettbewerbe unter dem Label Challenge ausgerichtet, wodurch die Zahl der Veranstaltungen in Nordamerika um acht auf zwölf Wettbewerbe stieg. Daneben wurden weitere neue Wettbewerbe in Europa (Challenge Denmark, Challenge Heilbronn, Challenge Menorca, Challenge Poznań, Challenge Salou Costa Darouda), Südamerika (Challenge Maceió) und Asien (Challenge Camsur, Challenge Dubai) in den Rennkalender aufgenommen.
Die (einmalig) im Dezember 2014 ausgetragene Challenge Bahrain war zuvor innerhalb der Serie das Rennen mit den höchsten Preisgeldern: Hier wurden an die zehn Bestplatzierten insgesamt 500.000 US-Dollar an Preisgeldern ausgezahlt, die Sieger erhielten je 100.000 US-Dollar (Stand November 2014).

### 37 Wettkämpfe 2015
Für das Jahr 2015 waren insgesamt 37 Wettbewerbe geplant, davon acht über die Langdistanz. Neun davon fanden in den Vereinigten Staaten statt, vier in Australien sowie drei in Spanien.
Im Rahmen einer „Challenge Triple-Crown-Serie“ 2015 bei den drei Rennen auf der Halbdistanz in Dubai (Februar), Oman (August) und Bahrain (Dezember) wurden außergewöhnlich hohe Preisgelder angekündigt: Die Sieger bei den Frauen und Männern sollten je 65.000 US-Dollar, die Zweitplatzierten je 35.000 US-Dollar, die Drittplatzierten je 20.000 US-Dollar erhalten und insgesamt wurden Preisgelder bis zum zehnten Rang angekündigt. Für einen Sieg bei allen drei Rennen wurde zusätzliche 1 Million US-Dollar ausgeschrieben. Nachdem im Mai das für Anfang August geplante zweite Rennen im Sultanat Oman aus politischen Gründen abgesagt wurde, war zunächst das Abschlussrennen in Bahrain auf November vorverlegt und als Nachtrennen angekündigt worden. Im Oktober erfolgte auch eine Absage des Rennens in Bahrain mit der Begründung, im zweiten Anlauf wäre mangels wichtiger Genehmigungen für eine Sperrung keine sichere Radstrecke zu garantieren gewesen.
Der Wettkampf in Posen, von 2013 an über die Mitteldistanz ausgerichtet und 2015 erstmals mit Lizenz der Challenge-Serie unter dem Namen Challenge Poznań, wurde 2016 erstmals über die Langdistanz ausgetragen und war Gastgeber der ETU Europameisterschaft über die Langdistanz.
Im Juli 2015 kündigte Challenge Family an, in den Profi-Kategorien ihrer Rennen zukünftig nur noch Mitglieder der neugegründeten Gewerkschaft der Profi-Triathleten Professional Triathletes Organisation (PTO) zu berücksichtigen.
Die Familie Walchshöfer konzentrierte sich auf den Challenge Roth, zog sich aus der Challenge Family GmbH zurück und seit 2016 ist Zbigniew (Zibi) Szlufcik alleiniger Geschäftsführer.
Nach der Saison 2023 wurde die Challenge St. Pölten zum beliebtesten Rennen der weltweiten Serie erklärt und die Challenge Roth konnte die Kategorien „Best Bike“ und „Best Finish Line Party“ für sich entscheiden.

## Challenge World Bonus
Zu Beginn der Saison 2018 wurde angekündigt, das bestehende European Money Ranking der Challenge Family zu einem neuen Challenge World Ranking zu erweitern: Alle Ergebnisse des laufenden Jahres werden in ein Punkte-Ranking umgerechnet. Basierend auf dem Ranking wird am Ende der Saison unter den besten fünf Profi-Athleten und Profi-Athletinnen eine Bonusprämie ausgezahlt. Athleten ist es nur möglich, die besten sechs Rennen innerhalb der Challenge Family Rennserie als Rennen für den Challenge World Bonus einzurechnen.
Die Ergebnisse der Rennen der Saisons 2020 und 2021 wurden in eine Challenge-World-Bonus-Rechnung genommen, da 2020 aufgrund der globalen COVID-19-Pandemie nur drei Rennen stattfinden konnten. Den Bonus gewannen Patrick Lange und Anne Haug.
In der Saison 2022 beinhaltete der Preispool ein Preisgeld von 125.000 US-Dollar, welches anteilig ausgezahlt wurde. Die Sieger erhielten je 25.000 US-Dollar, Rang zwei wurde mit 16.500 US-Dollar belohnt und für Rang drei gab es 12.000 US-Dollar. Der Viertplatzierte erhielt 6000 US-Dollar und der Fünftplatzierte bekam zusätzliche 3000 US-Dollar. Die Titel gingen 2022 an die Britin Fenella Langridge und den US-Amerikaner Sam Long.
2024 wurden in Summe 100.000 US-Dollar – wie in den Jahren zuvor – aufgeteilt auf die jeweils fünf bestplatzierten Frauen und Männer ausgeschüttet. Die Sieger erhielten je 22.000 US-Dollar. Die Wertung gewannen die Schweizerin Alanis Siffert und der Neuseeländer Jack Moody.
Männer
| Jahr      | Erster Platz                           | Zweiter Platz     | Dritter Platz         | Vierter Platz                                 | Fünfter Platz               |
| --------- | -------------------------------------- | ----------------- | --------------------- | --------------------------------------------- | --------------------------- |
| 2024      | Jack Moody                             | Ognjen Stojanović | Jesper Svensson       | Tom Hug                                       | Will Draper                 |
| 2023      | Mathis Margirier                       | Caleb Noble       | Thomas Bishop         |                                               |                             |
| 2022      | Sam Long                               | Niek Heldoorn     | Magnus Ditlev         | Reinaldo Colucci Patrick Lange Kieran Lindars | –                           |
| 2020/2021 | Patrick Lange                          | Magnus Ditlev     | Frederic Funk         | Pablo Dapena González                         | Braden Currie Thomas Steger |
| 2019      | Pieter Heemeryck                       | Steven McKenna    | Pablo Dapena González | Andreas Dreitz                                | Romain Guillaume            |
| 2018      | Sebastian Kienle Pablo Dapena González | –                 | Jaroslav Kovačič      | Pieter Heemeryck                              | Cameron Wurf                |
| 2017      | Joe Skipper Lukas Krämer               | –                 | Pieter Heemeryck      | Thomas Steger                                 | Jan Raphael                 |
| 2016      | Chris Fischer                          | Jan Raphael       | Giulio Molinari       | Dirk Wijnalda                                 | Per Bittner                 |

Frauen
| Jahr      | Erster Platz           | Zweiter Platz              | Dritter Platz        | Vierter Platz             | Fünfter Platz     |
| --------- | ---------------------- | -------------------------- | -------------------- | ------------------------- | ----------------- |
| 2024      | Alanis Siffert         | Aurélia Boulanger          | Els Visser           | Rebecca Robisch           | Anne Haug         |
| 2023      | Magda Nieuwoudt        | Imogen Simmonds Els Visser |                      |                           |                   |
| 2022      | Fenella Langridge      | Sara Perez Sala            | Lucy Byram           | Lucy Buckingham Anne Haug | –                 |
| 2020/2021 | Anne Haug              | Sarissa de Vries           | Lucy Hall            | Nicola Spirig             | Laura Siddall     |
| 2019      | Radka Kahlefeldt       | Daniela Bleymehl           | Lucy Charles-Barclay | Lisa Roberts              | Emma Pallant      |
| 2018      | Yvonne van Vlerken -2- | Laura Siddall              | Lisa Roberts         | Katrien Verstuyft         | Margie Santimaria |
| 2017      | Yvonne van Vlerken     | Laura Siddall              | Sofie Goos           | Heather Wurtele           | Lucy Charles      |
| 2016      | Mirjam Weerd           | Yvonne van Vlerken         | Erika Csomor         | Anne Jensen               | Julia Viellehner  |

## Verhältnis zur WTC und deren Marke Ironman
Die Challenge Roth als Ursprung der Challenge-Serie war 1988 unter dem Namen Ironman Europe viertes Qualifikationsrennen außerhalb der USA für den Ironman Hawaii geworden und entwickelte sich rasch zum größten Langdistanz-Triathlon weltweit mit einer sechsstelligen Zuschauerzahl vor Ort, bis zu 4000 Anmeldungen für 2700 Startplätze sowie hoher Medienpräsenz. Nachdem die WTC, seit 1990 Inhaber der Rechte an der Marke Ironman sowie des Ironman Hawaii, höhere Lizenzgebühren, eine Reduktion der Startplätze in Roth sowie Änderungen am Wettkampfmodus forderte, lehnte der Veranstalter in Roth 2001 eine Verlängerung des Lizenzvertrags mit der WTC ab und richtete den Wettkampf seither unter dem Namen Challenge Roth aus.
Der Ironman Germany in Frankfurt – ab 2002 neuer Lizenzpartner der WTC in Deutschland – entwickelte sich rasch zum zweiten große Langdistanz-Triathlon in Deutschland und damit ein harter Konkurrenzkampf zwischen den Veranstaltern. Beispielsweise sorgte der Frankfurter Wettbewerber bereits im Vorfeld der zweiten Austragung 2003 für Aufruhr, als er den traditionellen Rother Termin am zweiten Juli-Sonntag für sich beanspruchte. Gleichzeitig warb Frankfurt Top-Starter wie Thomas Hellriegel, Markus Forster und Stefan Holzner ab, nachdem diese zuvor auf Pressekonferenzen als Teilnehmer in Roth präsentiert worden waren. 2008 lockte Frankfurt Chris McCormack, zuvor fünfmal in Folge in Roth gestartet, mit 100.000 € Antrittsgeld zusätzlich zur Siegprämie. 2010 installierte die WTC nur rund 100 Kilometer von Roth entfernt in Regensburg einen zweiten deutschen Ironman-Wettkampf – der allerdings bereits nach der dritten Austragung wieder eingestellt wurde und im Jahr 2016 und 2017 als Challenge Regensburg lief.
2012 kaufte die WTC USM Events, als Lizenzpartner der Challenge Family Veranstalter der Challenge Cairns in Australien, wenige Monate vor dem Wettkampf, der zu diesem Zeitpunkt schon fast ausgebucht war, trotz bestehender Verträge mit der Challenge Family und machte daraus den Ironman Cairns.
Im Gegenzug kündigte 2012 der Veranstalter des Ironman Canada in Penticton, traditionsreichster Ironman-Qualifier außerhalb der USA (Neuseeland und Japan starteten zwar zwei Jahre früher, wechselten aber zwischenzeitlich den Austragungsort) seinen Lizenzvertrag mit der WTC und wurde zur Challenge Penticton.
Im Oktober gab die Challenge Family gar ausgerechnet an der Geburtsstätte der Marke Ironman wenige Tage vor dem Start des Ironman Hawaii bekannt, dass Chris McCormack als zweifacher Hawaii-Sieger für die nächsten zehn Jahre Markenbotschafter der Challenge Family würde.
Die WTC installierte im Gegenzug quasi vor der Haustüre von Penticton eine neue Ironman-Veranstaltung in Whistler – unter dem Namen, den Penticton zuvor fünfundzwanzig Jahre bekannt gemacht hatte. Im Juni 2013 kaufte die WTC dann YWC Sports ApS, zuvor als Veranstalter der Wettkämpfe Challenge Aarhus und Challenge Copenhagen Lizenzpartner der Challenge Family, um auch diese Rennen unter ihrem Label weiterzuführen.
Im Oktober 2013 war dann der vorläufige Höhepunkt erreicht: die WTC kaufte nicht nur Sports Promotion UG als bisherigen Ausrichter der Challenge Kraichgau auf, sondern setzte zusätzlich noch Björn Steinmetz, zuvor wichtigster Partner von Team Challenge beim Aufbau ihrer Serie, als neuen Europa-Geschäftsführer der WTC ein.
Die Challenge Family bestand allerdings auf Vertragserfüllung – 2014 wurde mit der Challenge Kraichgau erstmals ein Rennen der Challenge-Serie von der WTC organisiert.
Im Mai 2014 gab die WTC außerdem bekannt, die Tritlon Spain SL – zuvor als Veranstalter der Half-Challenge Barcelona im Frühjahr sowie der Challenge Barcelona-Maresme im Herbst Lizenzpartner der Challenge Family – aufgekauft zu haben.
Ende 2014 kam dann noch der Kauf der Optimum Sports Events, bis dahin Veranstalter der Challenge Vichy in Frankreich gewesen, durch die WTC hinzu.
Nachdem die Lizenzvereinbarungen zwischen den aufgekauften Veranstaltern und der Challenge Family eine Veräußerung an die WTC ausdrücklich ausschlossen, reichte Challenge im Sommer 2015 Klage gegen ihre ehemaligen Vertragspartner ein.

## Austragungsorte

### Aktuell
| Shepparton |

| Wanaka |

| Miami |

| Puerto Varas |

| Taiwan |

| Vietnam |

| Geraardsbergen |

| Herning |

| Roth |

| Turku |

| Riccione |

| Almere |

| Walchsee |

| Lisboa |

| Samorin |

| Peguera-Mallorca |

| Salou |

| Mogan |

| Malta |

| St. Pölten |

| Gdansk |

| Vansbro |

| Bled |

| Geraardsbergen |

| Herning |

| Roth |

| Turku |

| Riccione |

| Almere |

| Walchsee |

| Samorin |

| Peguera-Mallorca |

| Salou |

| Mogan |

| Malta |

| St. Pölten |

| Gdansk |

| Vansbro |

| Bled |

| Budva |

|    | Wettbewerb                           | Veranstaltungsort     | Land        | nächster Termin | Erstmals | O 1 | H 2 | F 3 |
| -- | ------------------------------------ | --------------------- | ----------- | --------------- | -------- | --- | --- | --- |
| 1  | Challenge Almere-Amsterdam           | Almere                | Niederlande | 14. Sep. 2024   | 2013     |     |     |     |
| 2  | Challenge Cesenatico                 | Cesenatico            | Italien     | 2025            | 2025     |     |     |     |
| 3  | Challenge Gdansk                     | Danzig                | Polen       | 16. Juni 2024   | 2021     |     |     |     |
| 4  | Challenge Geraardsbergen             | Geraardsbergen        | Belgien     | 1. Juni 2024    | 2017     |     |     |     |
| 5  | Challenge Gunsan-Saemengeum          | Gunsan                | Südkorea    | 2. Juni 2024    | 2019     |     |     |     |
| 6  | Challenge Puerto Varas               | Puerto Varas          | Chile       | 16. März 2025   | 2022     |     |     |     |
| 7  | Anfi Challenge Mogán – Gran Canaria  | Gran Canaria, Kanaren | Spanien     | 26. Apr. 2025   | 2016     |     |     |     |
| 8  | Challenge Peguera Mallorca           | Peguera, Balearen     | Spanien     | 19. Okt. 2024   | 2014     |     |     |     |
| 9  | DATEV Challenge Roth                 | Roth                  | Deutschland | 6. Juli 2025    | 2002     |     |     |     |
| 10 | Challenge Salou                      | Salou, Katalonien     | Spanien     | 2. Juni 2024    | 2015     |     |     |     |
| 11 | Challenge Samorin (The Championship) | Šamorín               | Slowakei    | 19. Mai 2024    | 2016     |     |     |     |
| 12 | Challenge St. Pölten                 | St. Pölten            | Österreich  | 25. Mai 2025    | 2021     |     |     |     |
| 13 | Challenge Taiwan                     | Taitung               | Taiwan      | 26. Apr. 2025   | 2013     |     |     |     |
| 14 | Challenge Turku                      | Turku                 | Finnland    | 28. Juli 2024   | 2021     |     |     |     |
| 15 | Challenge Vansbro                    | Vansbro               | Schweden    | 29. Juni 2024   | 2019     |     |     |     |
| 16 | Challenge Walchsee-Kaiserwinkl       | Walchsee, Tirol       | Österreich  | 29. Juni 2025   | 2010     |     |     |     |
| 17 | Challenge Wanaka                     | Wanaka                | Neuseeland  | 15. Feb. 2025   | 2007     |     |     |     |

### Ehemalige
| Wettbewerb                      | Veranstaltungsort        | Land                         | Erstmalig | Letztmalig | Distanz                 | Bemerkung |
| ------------------------------- | ------------------------ | ---------------------------- | --------- | ---------- | ----------------------- | --- |
| Challenge Aarhus                | Aarhus                   | Dänemark                     | 2011      | 2013       | Halb                    | Der Veranstalter YWC Sports ApS als Lizenzpartner der Challenge Family wurde von der World Triathlon Corporation (WTC) aufgekauft, die Veranstaltung 2013 zum Ironman 70.3 Aarhus umgewandelt. |
| Challenge Amazonia              | Manaus                   | Brasilien                    | 2016      | 2016       | Halb                    | [ 33 ] |
| Challenge Atlantic City         | Atlantic City, NJ        | Vereinigte Staaten           | 2014      | 2015       | Halb                    | Wird 2016 als Ironman Atlantic City 70.3 fortgeführt. |
| Challenge Aruba                 | Aruba                    | Aruba                        | 2016      | 2017       | Halb                    | |
| Challenge Bahrain               | Bahrain                  | Bahrain                      | 2014      | 2014       | Halb                    | Das geplante Nachtrennen im Jahr 2015 wurde auf Grund von fehlenden Straßenverkehrssicherheitsgenehmigungen nicht durchgeführt. |
| Challenge Baja                  | Ensenada                 | Mexiko                       | 2018      | 2018       | Halb                    | |
| Challenge Batemans Bay          | Batemans Bay, NSW        | Australien                   | 2014      | 2016       | Halb                    | |
| Challenge Barcelona-Maresme     | Calella                  | Spanien                      | 2009      | 2013       | Lang                    | Der Veranstalter Tritlon Spain SL als Lizenzpartner der Challenge Family wurde von der WTC aufgekauft, die Veranstaltung zum Ironman Barcelona umgewandelt. |
| Challenge Cairns                | Cairns                   | Australien                   | 2011      | 2011       | Lang                    | Der Veranstalter USM Events als Lizenzpartner der Challenge Family wurde von der WTC aufgekauft, die Veranstaltung 2012 zum Ironman Cairns umgewandelt. |
| Challenge Cape Town             | Kapstadt                 | Südafrika                    | 2019      | 2019       |                         | |
| Challenge Camsur                | Naga City, Camarines Sur | Philippinen                  | 2015      | 2015       |                         | |
| Challenge Cedar Point           | Sandusky                 | Vereinigte Staaten           |           | Halb, Lang |                         | |
| Challenge Cerrado               | Cerrado                  | Brasilien                    |           |            | Halb                    | |
| Challenge Copenhagen            | Kopenhagen               | Dänemark                     | 2010      | 2012       | Lang                    | Der Veranstalter YWC Sports ApS als Lizenzpartner der Challenge Family wurde von der World Triathlon Corporation (WTC) aufgekauft, die Veranstaltung 2013 zum Ironman Copenhagen umgewandelt. |
| Challenge Davos                 | Davos                    | Schweiz                      |           |            | Halb                    | Findet ab dem Jahr 2021 nur noch alle zwei Jahre statt. |
| Challenge Dubai                 | Dubai                    | Vereinigte Arabische Emirate |           |            | Halb                    | |
| Challenge Florida               | Venice, FL               | Vereinigte Staaten           | 2015      | 2016       |                         | |
| Challenge Forster               | Forster                  | Australien                   |           |            | Halb                    | |
| Challenge Forte Village         | Alghero                  | Italien                      |           |            | Halb                    | Fand im Jahr 2018 auf Grund von schlechtem Wetter als Duathlon statt. |
| Challenge Fredericia            | Fredericia               | Dänemark                     |           |            |                         | |
| Challenge Fuerteventura         | Fuerteventura            | Spanien                      | 2011      | 2017       |                         | |
| Challenge Galway                | Galway                   | Irland                       | 2016      | 2017       |                         | |
| Challenge Gold Coast            | Gold Coast, QLD          | Australien                   | 2014      | 2015       | Halb                    | |
| Challenge Heilbronn             | Heilbronn                | Deutschland                  | 2015      | 2019       | Halb, Sprint, Olympisch | |
| Challenge Henley-on-Thames      | Henley-on-Thames         | Großbritannien               | 2011      | 2013       | Lang                    | Die Veranstaltung zog um und wurde 2014 und 2015 als Challenge Weymouth ausgetragen. Dann lief der Lizenzvertrag aus und das Rennen wird ab 2016 als Ironman Weymouth veranstaltet. |
| Challenge Herning               | Billund-Herning, Jütland | Dänemark                     | 2022      | 2015       |                         | |
| Challenge Hongkong              | Hong Kong                | Hongkong                     |           |            | Sprint, Olympisch       | Challenge Hongkong war das erste internationale Triathlonrennen in der Stadt. |
| Challenge Iceland               | Kjós                     | Island                       | 2016      | 2017       | Halb                    | |
| Challenge Iskandar Puteri       | Iskandar Puteri          | Malaysia                     |           |            |                         | |
| Itaipú Challenge Sunset         | Itaipú                   | Brasilien                    |           |            | Halb                    | Itaipú Challenge Sunset war das erste Triathlonrennen, welches in zwei Ländern (Brasilien und Paraguay) stattgefunden hat. |
| Challenge Ixtapa-Zihuatanejo    | Ixtapa-Zihuatanejo       | Mexiko                       |           |            | Halb                    | |
| Challenge Jeju                  | Jeju                     | Südkorea                     | 2016      | 2017       |                         | |
| Challenge Kraichgau             | Kraichgau                | Deutschland                  | 2009      | 2014       | Halb                    | Der Veranstalter Sports Promotion UG als Lizenzpartner der Challenge Family wurde von der World Triathlon Corporation (WTC) aufgekauft, die Veranstaltung 2015 zum Ironman 70.3 Kraichgau umgewandelt. |
| Challenge Kanchanaburi          | Kanchanaburi             | Thailand                     |           |            | Halb, Olympisch         | Da zehn Tage vor dem Rennen der König von Thailand Bhumibol Adulayadej gestorben war, wurde von der thailändischen Regierung eine Trauerphase auferlegt. Dies hatte enorme Auswirkungen auf die Veranstaltung, da unter anderem die typischen rot-weißen Farben der ChallengeFamily zu schwarz- weiß geändert werden mussten. |
| Challenge Knoxville             | Knoxville                | Vereinigte Staaten           |           |            |                         | Fand auf dem Gelände der Weltausstellung 1982 statt. |
| Challenge Kraichgau             | Kraichgau                | Österreich                   |           |            |                         | Wurde 2014 als Ironman 70.3 Kraichgau fortgeführt. |
| Challenge Laguna Phuket         | Phuket                   | Thailand                     | 2013      | 2015       | Halb                    | Wurde 2016 in Phuket als Ironman 70.3 Thailand fortgeführt. |
| Challenge Maceió                | Maceió                   | Brasilien                    | 2015      | 2016       | Halb                    | |
| Challenge Nakhon Nayok          | Nakhon Nayok             | Thailand                     |           |            | Halb                    | |
| Challenge Malta                 | Malta                    | Malta                        | 2022      | 2022       |                         | |
| Challenge New Albany            | New Albany, OH           | Vereinigte Staaten           | 2014      | 2014       | Halb                    | keine Wiederholung |
| Challenge Niederbronn-les-Bains | Niederbronn-les-Bains    | Frankreich                   | 2008      | 2010       | Halb                    | Wurde 2011 durch die Challenge Vichy ersetzt. 2014 wurde deren Veranstalter Optimum Sports Events als Lizenzpartner der Challenge Family von der World Triathlon Corporation (WTC) aufgekauft, die Veranstaltung 2015 zum Ironman Vichy umgewandelt.                                                                          |
| Challenge Penticton             | Penticton, BC            | Kanada                       | 2013      | 2017       |                         | |
| Challenge Philippines           | Morong, Bataan           | Philippinen                  | 2014      | 2016       |                         | |
| Challenge Puerto Varas          | Puerto Varas             | Chile                        | 2016      | 2016       |                         | |
| Challenge Rancho Cordova        | Rancho Cordova, CA       | Vereinigte Staaten           | 2014      | 2014       | Halb                    | keine Wiederholung |
| Challenge Regensburg            | Regensburg               | Deutschland                  | 2016      | 2017       | Lang                    | Keine Verlängerung für 2018 |
| Challenge St. Andrews           | St. Andrews, NB          | Kanada                       | 2014      | 2017       |                         | |
| Challenge Tønsberg              | Tønsberg                 | Norwegen                     | 2016      | 2017       |                         | |
| Challenge Vichy                 | Vichy                    | Frankreich                   | 2011      | 2014       | Lang                    | |
| Challenge Vietnam               | Nha Trang                | Vietnam                      | 2016      | 2016       | Halb                    | Einmalige Austragung 2016 |
| Challenge Vitoria               | Vitoria                  | Spanien                      | 2013      | 2013       | Lang                    | Wurde ab 2014 nicht mehr als Teil der Challenge-Serie, sondern als eigenständige Veranstaltung ausgetragen. |

## Ergebnisse

### Challenge-Weltserie 2025
| Datum         | Event                    | Distanz       | Sieger Frauen        | Sieger Männer          |  |
| ------------- | ------------------------ | ------------- | -------------------- | ---------------------- |  |
| 31. Jan. 2025 | Challenge Israman        | Halbdistanz   | Sofia Korzunina      | Marcel Bolbat          |  |
| 5. Apr. 2025  | Challenge Sir Bani Yas   | Langdistanz   | Aurelia Boulanger    | Jonathan Guisolan      |  |
| 6. Apr. 2025  | Challenge Florianopolis  | Halbdistanz   | Julia Kruger Romariz | Walter Tlaija de Souza |  |
| 26. Apr. 2025 | Challenge Mogán          | Halbdistanz   | Marta Łagownik       | Kristian Blummenfelt   |  |
| 26. Apr. 2025 | Challenge Taiwan         | Langsitanz    | Alanis Siffert       | Kieran Storch          |  |
| 26. Apr. 2025 | Challenge Chinese Taipei | Langdistanz   | Po Chih Yang         | Yu Yin                 |  |
| 4. Mai 2025   | Challenge Gallipoli      | Mitteldistanz | Özge Uzun            | Ilker Kökçe            |  |
| 11. Mai 2025  | Challenge Cesenatico     | Mitteldistanz | Gabriella Zelinka    | Alessio Crociani       |  |
| 11. Mai 2025  | Challenge Salou          | Mitteldistanz | Elisabetta Curridori | Thomas Davies          |  |
| 18. Mai 2025  | Challenge Šamorín        | Mitteldistanz | Hanne De Vet         | Kristian Høgenhaug     |  |
| 25. Mai 2025  | Challenge St. Pölten     | Mitteldistanz | Chloe Sparrow        | Jannik Schaufler       |  |
| Okt. 2025     | Challenge Barcelona      | Mitteldistanz |                      |                        |  |

| Challenge-Weltmeisterschaft |

### Challenge-Weltserie 2024
| Datum         | Event                          | Distanz     | Sieger Frauen       | Sieger Männer             |
| ------------- | ------------------------------ | ----------- | ------------------- | ------------------------- |
| 17. Feb. 2024 | Challenge Wanaka               | Halbdistanz | Els Visser          | Kyle Smith                |
| 1. März 2024  | Challenge Israman              | Halbdistanz | Rebecca Robisch     | Marcel Bolbat             |
| 20. Apr. 2024 | Challenge Mogán                | Halbdistanz | Marta Łagownik      | Iestyn Harrett            |
| 27. Apr. 2024 | Challenge Taiwan               | Halbdistanz | Jiho Hwang          | Wu Cheng Tai              |
| 12. Mai 2024  | Challenge Cesenatico           | Halbdistanz | Aurélia Boulanger   | Alessandro Fabian         |
| 19. Mai 2024  | Challenge Šamorín              | Halbdistanz | India Lee           | Kyle Smith                |
| 26. Mai 2024  | Challenge St. Pölten           | Halbdistanz | Laura Zimmermann    | Tom Hug                   |
| 2. Juni 2024  | Challenge Gunsan               | Langdistanz | Regan Hollioake     | Jack Moody                |
| 2. Juni 2024  | Challenge Gallipoli            | Halbdistanz | Özge Uzun           | Strahinja Trakic          |
| 2. Juni 2024  | Challenge Salou                | Halbdistanz | Aurelia Boulanger   | Guillem Montiel Moreno    |
| 9. Juni 2024  | Challenge Wales                | Halbdistanz | Daisy Davies        | Harry Palmer              |
| 16. Juni 2024 | Challenge Gdansk               | Halbdistanz | Julia Skala         | Kacper Stępniak           |
| 23. Juni 2024 | Challenge Walchsee-Kaiserwinkl | Halbdistanz | Julie Derron        | Panagiotis Bitados        |
| 7. Juli 2024  | Challenge Roth                 | Langdistanz | Anne Haug           | Magnus Ditlev             |
| 21. Juli 2024 | Challenge Quebec               | Halbdistanz | Valerie Barthelemy, | Jack Moody                |
| 28. Juli 2024 | Challenge Turku                | Halbdistanz | Milan Agnev         | Gustav Iden               |
| 29. Juli 2024 | Challenge Cagnes-Sur-Mer       | Halbdistanz | Aurelia Boulanger   | Sven Thalmann             |
| 8. Sep. 2024  | Challenge Samarkand            | Halbdistanz | Laura Madsen        | Kristian Blummenfelt      |
| 8. Sep. 2024  | Sail Challenge Esprit Montréal | Halbdistanz | JP Bergeron         | Aliisa Heiskanen          |
| 14. Sep. 2024 | Challenge Almere-Amsterdam     | Langdistanz | Marlene De Boer     | Jesper Svensson           |
| 22. Sep. 2024 | Challenge Sanremo              | Halbdistanz | Daniela Kleiser     | Panagiotis Bitados        |
| 5. Okt. 2024  | Challenge Vieux Boucau         | Halbdistanz | Daisy Davies        | Jack Hutchens             |
| 19. Okt. 2024 | Challenge Peguera Mallorca     | Halbdistanz | Alanis Siffert      | Tom Hug                   |
| 10. Nov. 2024 | Challenge Xiamen               | Halbdistanz | Alanis Siffert      | Ognjen Stojanović         |
| 24. Nov. 2024 | Challenge Florianópolis        | Halbdistanz | Pâmella Oliveira    | Manoel Messias Dos Santos |

| ETU-Langdistanz-Europameisterschaft | Challenge-Weltmeisterschaft |

### Challenge-Weltserie 2023
| Datum         | Event                          | Distanz     | Sieger Frauen             | Sieger Männer         |
| ------------- | ------------------------------ | ----------- | ------------------------- | --------------------- |
| 18. Feb. 2023 | Challenge Wanaka               | Halbdistanz | Grace Thek                | Jack Moody            |
| 10. März 2023 | Clash * Miami                  | Halbdistanz | Lucy Byram                | Jason West            |
| 19. März 2023 | Challenge Puerto Varas         | Halbdistanz | Lucy Byram                | Thomas Bishop         |
| 22. Apr. 2023 | Challenge Gran Canaria         | Halbdistanz | Anne Haug                 | Sam Laidlow           |
| 22. Apr. 2023 | Challenge Taiwan               | Halbdistanz | Amelia Watkinson          | Caleb Noble           |
| 23. Apr. 2023 | Challenge Cerrado              | Halbdistanz | Nuzia Naila Gomes Batista | Santiago Ascenço      |
| 14. Mai 2023  | Challenge Fréjus               | Halbdistanz | Magda Nieuwoudt           | Bart Aernouts         |
| 21. Mai 2023  | Challenge St. Pölten           | Halbdistanz | Lotte Wilms               | Tom Hug               |
| 21. Mai 2023  | Challenge Šamorín              | Halbdistanz | India Lee                 | Mathis Margirier      |
| 4. Juni 2023  | Challenge Gunsan               | Halbdistanz | Magda Nieuwoudt           | Caleb Noble           |
| 4. Juni 2023  | Challenge Salou                | Halbdistanz | Grace Thek                | Mathis Margirier      |
| 10. Juni 2023 | Challenge Wales                | Halbdistanz | Lucy Byram                | Thomas Bishop         |
| 11. Juni 2023 | Challenge Geraardsbergen       | Halbdistanz | Margie Santimaria         | Menno Koolhaas        |
| 11. Juni 2023 | Challenge Cagnes-Sur-Mer       | Halbdistanz | Imogen Simmonds           | William Mennesson     |
| 18. Juni 2023 | Challenge Gdansk               | Halbdistanz | Anne Reischmann           | Kacper Stępniak       |
| 25. Juni 2023 | Challenge Roth                 | Langdistanz | Daniela Ryf               | Magnus Ditlev         |
| 1. Juli 2023  | Challenge Vansbro              | Halbdistanz | Anna Bergsten             | Matt Trautman         |
| 1. Juli 2023  | Challenge Walchsee-Kaiserwinkl | Halbdistanz | Imogen Simmonds           | Frederic Funk         |
| 30. Juli 2023 | Challenge Turku                | Halbdistanz |                           |                       |
| 26. Aug. 2023 | Challenge Davos                | Halbdistanz | Magda Nieuwoudt           | Simon Viain           |
| 3. Sep. 2023  | Challenge Coquimbo-La Serena   | Halbdistanz |                           |                       |
| 9. Sep. 2023  | Challenge Almere-Amsterdam     | Langdistanz | Els Visser                | Menno Koolhaas        |
| 17. Sep. 2023 | Challenge Samarkand            | Halbdistanz | Ellie Salthouse           | Frederic Funk         |
| 24. Sep. 2023 | Challenge Sanremo              | Halbdistanz | Magda Nieuwoudt           | Maximilian Sperl      |
| 1. Okt. 2023  | Challenge Malta                | Halbdistanz | Svenja Thoes              | Niek Heidorn          |
| 8. Okt. 2023  | Challenge Santa Marta          | Halbdistanz |                           |                       |
| 14. Okt. 2023 | Challenge Peguera Mallorca     | Halbdistanz | Imogen Simmonds           | Youri Keulen          |
| 21. Okt. 2023 | Challenge Vieux Boucau         | Halbdistanz | Annemarie Rustenburg      | Lars Lomholt          |
| 19. Nov. 2023 | Challenge Florianópolis        | Halbdistanz | Lilian Vidal              | Paulo Puccinelli      |
| 26. Nov. 2023 | Challenge Canberra             | Halbdistanz | Els Visser                | Daniel Lund Bækkegård |
| 1. Dez. 2023  | Clash * Daytona                | Halbdistanz |                           |                       |
| 10. Dez. 2023 | Challenge Salinas              | Halbdistanz | Elizabeth Bravo           | Marc Dubrick          |

| ETU-Langdistanz-Europameisterschaft | Challenge-Weltmeisterschaft |

### Challenge-Weltserie 2022
Im September 2022 wurde die ETU-Langdistanz-Europameisterschaft nach 2019 wieder im Rahmen der Challenge Almere Amsterdam ausgetragen.
Auch 2022 musste die Challenge Salou witterungsbedingt als Duathlon ausgetragen werden (4 km Laufen, 85 km Radfahren und 21 km Laufen).
| Datum         | Event                          | Distanz     | Sieger Frauen                    | Sieger Männer                    |
| ------------- | ------------------------------ | ----------- | -------------------------------- | -------------------------------- |
| 11. März 2022 | Clash * Miami                  | Halbdistanz | Ashleigh Gentle                  | Sam Long                         |
| 20. März 2022 | Challenge Puerto Varas         | Halbdistanz | Haley Chura                      | Sam Long                         |
| 13. März 2022 | Challenge Shepparton           | Halbdistanz | Amelia Watkinson                 | Tim Van Berkel                   |
| 3. Apr. 2022  | Challenge Salou                | Halbdistanz | Fenella Langridge                | Kristian Høgenhaug               |
| 23. Apr. 2022 | Challenge Gran Canaria         | Halbdistanz | Sara Pérez Sala                  | Mika Noodt                       |
| 1. Mai 2022   | Challenge Riccione             | Halbdistanz | Emma Browne                      | Thomas Steger                    |
| 15. Mai 2022  | Challenge Malta                | Halbdistanz | Svenja Thoes                     | Niek Heldoorn                    |
| 22. Mai 2022  | Challenge Šamorín              | Halbdistanz | Sara Pérez Sala                  | Gustav Iden                      |
| 29. Mai 2022  | Challenge Gunsan               | Halbdistanz | Dimity-Lee Duke                  | Steven McKenna                   |
| 29. Mai 2022  | Challenge St. Pölten           | Halbdistanz | Lucy Buckingham                  | Nicolas Mann                     |
| 12. Juni 2022 | Challenge Geraardsbergen       | Halbdistanz | Diede Diederiks                  | Antony Costes                    |
| 18. Juni 2022 | Challenge Wales                | Halbdistanz | Lucy Byram                       | Aaron Royle                      |
| 19. Juni 2022 | Challenge Gdansk               | Halbdistanz | Margie Santimaria                | Pablo Dapena Gonzalez            |
| 26. Juni 2022 | Challenge Walchsee-Kaiserwinkl | Halbdistanz | Simone Kumhofer                  | Frederic Funk -2-                |
| 3. Juli 2022  | Challenge Vansbro              | Halbdistanz | India Lee                        | Jesper Svensson                  |
| 3. Juli 2022  | Challenge Roth                 | Langdistanz | Anne Haug -2-                    | Magnus Ditlev                    |
| 9. Juli 2022  | Clash * Watkins Glen           | Halbdistanz | Sophie Watts                     | Andrew Starykowicz               |
| 31. Juli 2022 | Challenge Turku                | Halbdistanz | Tiina Pohjalainen                | Panagiotis Bitados               |
| 22. Sep. 2022 | Challenge Almere-Amsterdam     | Langdistanz | Katharina Wolff                  | Kieran Lindars                   |
| 25. Sep. 2022 | Challenge Sanremo              | Halbdistanz | Emma Bilham                      | Gregory Barnaby                  |
| 25. Sep. 2022 | Challenge Budva                | Halbdistanz | Halbdistanz ist 2022 ausgefallen | Halbdistanz ist 2022 ausgefallen |
| 15. Okt. 2022 | Challenge Peguera Mallorca     | Halbdistanz | Imogen Simmonds                  | Jonathan Wayaffe                 |
| 2. Dez. 2022  | Clash * Daytona                | Halbdistanz | Angelica Olmo                    | Vincent Luis                     |
| 4. Dez. 2022  | Challenge Florianópolis        | Halbdistanz | Pamella Oliveira                 | Andre Lopes                      |

| ETU-Langdistanz-Europameisterschaft | Challenge-Weltmeisterschaft |

### Challenge-Weltserie 2021
Die Challenge Salou musste am 3. Oktober 2021 witterungsbedingt ohne die Schwimmdistanz als Duathlon ausgetragen werden (5 km Laufen, 85 km Radfahren und 21 km Laufen).
| Datum         | Event                          | Distanz     | Sieger Frauen         | Sieger Männer            |
| ------------- | ------------------------------ | ----------- | --------------------- | ------------------------ |
| 20. Feb. 2021 | Challenge Wanaka               | Halbdistanz | Hannah Wells          | Kyle Smith               |
| 12. März 2021 | Challenge Miami                | Halbdistanz | Jodie Stimpson        | Jan Frodeno              |
| 11. Apr. 2021 | Challenge Shepparton           | Halbdistanz | Ellie Salthouse       | Max Neumann              |
| 24. Apr. 2021 | Challenge Gran Canaria         | Halbdistanz | Nicola Spirig         | Jan Frodeno              |
| 2. Mai 2021   | Challenge Cancun               | Halbdistanz | Romina Palacio Balena | Javier Gómez Noya        |
| 9. Mai 2021   | Challenge Riccione             | Halbdistanz | Sarissa De Vries      | Thomas Steger            |
| 30. Mai 2021  | Challenge St. Pölten           | Halbdistanz | Anne Haug             | Frederic Funk            |
| 20. Juni 2021 | Challenge Gdansk               | Halbdistanz | Sarissa De Vries      | James Teagle             |
| 27. Juni 2021 | Challenge Walchsee-Kaiserwinkl | Halbdistanz | Nicola Spirig         | Frederic Funk            |
| 28. Aug. 2021 | Challenge Davos                | Halbdistanz | Nicola Spirig         | Roberto Sánchez Mantecón |
| 29. Aug. 2021 | Challenge Šamorín              | Halbdistanz | Lucy Hall             | Florian Angert           |
| 11. Sep. 2021 | Challenge Billund-Herning      | Halbdistanz | Lisa Gerß             | Thor Bendix Madsen       |
| 5. Sep. 2021  | Challenge Roth                 | Langdistanz | Anne Haug             | Patrick Lange            |
| 12. Sep. 2021 | Challenge Almere-Amsterdam     | Langdistanz | Sarissa De Vries      | Kristian Høgenhaug       |
| 3. Okt. 2021  | Challenge Salou                | Halbdistanz | Lisa Nordén           | Collin Chartier          |
| 10. Okt. 2021 | Challenge Budva                | Halbdistanz | Lucy Hall             | Magnus Ditlev            |
| 16. Okt. 2021 | Challenge Peguera Mallorca     | Halbdistanz | Nicola Spirig         | Frederic Funk            |
| 4. Dez. 2021  | Clash * Daytona                | Halbdistanz | Jackie Hering         | Kristian Blummenfelt     |

| ETU-Mitteldistanz-Europameisterschaft | ETU-Langdistanz-Europameisterschaft | Challenge-Weltmeisterschaft |

### Challenge-Weltserie 2020
Viele der ursprünglich für 2020 geplanten Austragungen mussten im Rahmen der weltweiten Ausbreitung des Coronavirus abgesagt oder verschoben werden (z. B. Challenge St. Pölten).
Im Rahmen der Challenge Samorin (The Championship) Ende Mai 2020 sollte der von der Professional Triathletes Organisation (PTO) ausgerufene, erste „Collins Cup“ im Triathlon ausgetragen werden. Auf die Athleten wartet dabei ein Preisgeld in der Höhe von 2 Millionen Dollar, das auf die besten 18 männlichen und 18 weiblichen Athleten aufgeteilt werden wird.
2020 sollte das bisher dreizehnmal als Ironman 70.3 Austria in Österreich ausgetragene Rennen erstmals im Rahmen der internationalen Challenge-Rennserie als „Challenge St. Pölten“ ausgetragen werden. Die Challenge Walchsee-Kaiserwinkl erhielt den Zuschlag für die Austragung der ETU-Europameisterschaften auf der Mitteldistanz im Jahr 2020.
Die ursprünglich geplante Challenge Prague musste im Februar 2020 abgesagt werden.
Die Challenge St. Pölten, Challenge Walchsee-Kaiserwinkl und die Challenge Davos schlossen sich 2020 in einer so genannten „Challenge the Alps“ zusammen.
| Datum         | Event                          | Distanz     | Sieger Frauen    | Sieger Männer |
| ------------- | ------------------------------ | ----------- | ---------------- | ------------- |
| 15. Feb. 2020 | Challenge Wanaka               | Halbdistanz | Radka Kahlefeldt | Braden Currie |
| 24. Mai 2020  | Challenge St. Pölten           | Halbdistanz | (abgesagt)       | (abgesagt)    |
| 25. Juni 2020 | Challenge Walchsee-Kaiserwinkl | Halbdistanz | (abgesagt)       | (abgesagt)    |
| 5. Juli 2020  | Challenge San Gil              | Halbdistanz | (abgesagt)       | (abgesagt)    |
| 2. Aug. 2020  | Challenge Turku                | Halbdistanz | (abgesagt)       | (abgesagt)    |
| 16. Aug. 2020 | Challenge Šamorín              | Halbdistanz | (abgesagt)       | (abgesagt)    |
| 29. Aug. 2020 | Challenge Davos                | Halbdistanz | (abgebrochen)    | (abgebrochen) |
| 12. Sep. 2020 | Challenge Almere-Amsterdam     | Langdistanz | (abgesagt)       | (abgesagt)    |
| 12. Sep. 2020 | Challenge Lisboa               | Halbdistanz | (abgesagt)       | (abgesagt)    |
| 13. Sep. 2020 | Challenge Vietnam              | Halbdistanz | (abgesagt)       | (abgesagt)    |
| 6. Dez. 2020  | Challenge Daytona              | Halbdistanz | Gustav Iden      | Paula Findlay |

| ETU-Mitteldistanz-Europameisterschaft | Challenge-Weltmeisterschaft |

### Challenge-Weltserie 2019
Der Belgier Pieter Heemeryck gewann mit fünf Siegen und einem zweiten Platz die Saisonwertung 2019 und die Australierin Radka Kahlefeldt entschied die Jahreswertung der Frauen für sich.
| Datum         | Event                                                     | Distanz     | Sieger Frauen        | Sieger Männer             |
| ------------- | --------------------------------------------------------- | ----------- | -------------------- | ------------------------- |
| 16. Feb. 2019 | Challenge Wanaka                                          | Halbdistanz | Hannah Wells         | Braden Currie             |
| 7. Apr. 2019  | Challenge Salou                                           | Halbdistanz | Judith Corachán      | Pieter Heemeryck          |
| 14. Apr. 2019 | Challenge Melbourne                                       | Halbdistanz | Amelia Watkinson     | Mike Phillips             |
| 27. Apr. 2019 | Challenge Taiwan                                          | Langdistanz | Lisa Roberts         | Romain Guillaume          |
| 27. Apr. 2019 | Challenge Mogán – Gran Canaria                            | Halbdistanz | Emma Pallant         | Pieter Heemeryck          |
| 28. Apr. 2019 | Challenge Cancun                                          | Halbdistanz | Ellie Salthouse      | Andy Potts                |
| 5. Mai 2019   | Challenge Riccione                                        | Halbdistanz | Elisabetta Curridori | Mattia Ceccarelli         |
| 18. Mai 2019  | Challenge Lisboa                                          | Halbdistanz | Elisabetta Curridori | Ruedi Wild                |
| 19. Mai 2019  | Challenge Heilbronn                                       | Halbdistanz | Daniela Bleymehl     | Sebastian Kienle          |
| 2. Juni 2019  | „The Championship“ Challenge World Championship (Šamorín) | Halbdistanz | Lucy Charles         | Sebastian Kienle          |
| 15. Juni 2019 | Challenge Geraardsbergen                                  | Halbdistanz | Daniela Bleymehl     | Pieter Heemeryck          |
| 30. Juni 2019 | Challenge Walchsee-Kaiserwinkl                            | Halbdistanz | Radka Kahlefeldt     | Maurice Clavel            |
| 7. Juli 2019  | Challenge Roth                                            | Langdistanz | Lucy Charles-Barclay | Andreas Dreitz            |
| 7. Juli 2019  | Challenge San Gil                                         | Halbdistanz | Maddy Pesch          | Justin Metzler            |
| 14. Juli 2019 | Challenge Vietnam                                         | Halbdistanz | Laura Dennis         | Steven McKenna            |
| 14. Sep. 2019 | Challenge Davos                                           | Halbdistanz | Radka Kahlefeldt     | Pieter Heemeryck          |
| 14. Sep. 2019 | Challenge Almere-Amsterdam                                | Langdistanz | Yvonne van Vlerken   | Matt Trautman             |
| 22. Sep. 2019 | Challenge Madrid                                          | Langdistanz | Lisa Roberts         | Victor Del Corral Morales |
| 19. Okt. 2019 | Challenge Peguera Mallorca                                | Halbdistanz | Radka Kahlefeldt     | Pieter Heemeryck          |
| 20. Okt. 2019 | Challenge Anhui                                           | Langdistanz | Meredith Hill        | Levi Maxwell              |
| 10. Nov. 2019 | Challenge Cape Town                                       | Halbdistanz | Emma Pallant         | Pablo Dapena González     |
| 24. Nov. 2019 | Challenge Iskandar Puteri                                 | Halbdistanz | Kerry Morris         | Steven McKenna            |
| 15. Dez. 2019 | Challenge Daytona                                         | Halbdistanz | Paula Findlay        | Lionel Sanders            |

| ETU-Europameisterschaft | Challenge-Weltmeisterschaft |

### Challenge-Weltserie 2018
2018 sollten in Regensburg die Langdistanz-Europameisterschaft der European Triathlon Union (ETU) ausgetragen – dies wurde im November 2017 von der ETU abgesagt. Die Austragung der EM auf der Langdistanz wurde von der Challenge Madrid am 23. September übernommen. Für 2018 wurde von Michael Brown, dem organisatorischen Leiter der Challenge Penticton, im September 2017 ein Wechsel des austragenden Veranstalters angekündigt und das Rennen 2018 wurde als Super League Triathlon ausgetragen.
| Datum         | Event                                                     | Distanz                                           | Sieger Frauen            | Sieger Männer         |
| ------------- | --------------------------------------------------------- | ------------------------------------------------- | ------------------------ | --------------------- |
| 17. Feb. 2018 | Challenge Wanaka                                          | Langdistanz                                       | Misa Klaskova            | Richard McClew        |
| 17. Feb. 2018 | Challenge Wanaka                                          | Halbdistanz                                       | Annabel Luxford          | Javier Gómez          |
| 15. Apr. 2018 | Challenge Roma                                            | Halbdistanz                                       | Sarah Lewis              | Adam Bowden           |
| 21. Apr. 2018 | Challenge Mogán Gran Canaria                              | Halbdistanz                                       | Yvonne van Vlerken       | Pablo Dapena González |
| 22. Apr. 2018 | Challenge Melbourne                                       | Halbdistanz                                       | Annabel Luxford          | Mike Phillips         |
| 22. Apr. 2018 | Challenge Cerrado                                         | Halbdistanz                                       | Carolina de Lima Furiela | Reinaldo Colucci      |
| 28. Apr. 2018 | Challenge Taiwan                                          | Langdistanz                                       | Julia Grant              | Dylan McNeice         |
| 29. Apr. 2018 | Challenge Taiwan                                          | Halbdistanz                                       |                          | Jan Frodeno           |
| 6. Mai 2018   | Challenge Riccione                                        | Halbdistanz                                       | Yvonne van Vlerken       | Giulio Molinari       |
| 19. Mai 2018  | Challenge Lisboa                                          | Halbdistanz                                       | Corinne Abraham          | Pablo Dapena González |
| 27. Mai 2018  | Challenge Salou                                           | Halbdistanz                                       | Judith Corachán          | Cameron Wurf          |
| 1. Juni 2018  | Challenge Nakhon Nayok                                    | Halbdistanz                                       |                          |                       |
| 3. Juni 2018  | „The Championship“ Challenge World Championship (Šamorín) | Halbdistanz                                       | Lucy Charles             | Lionel Sanders        |
| 3. Juni 2018  | Challenge Venice                                          | Langdistanz                                       | Lisa Roberts             | Jaroslav Kovačič      |
| 9. Juni 2018  | Challenge Herning                                         | Halbdistanz                                       | Pernille Thalund         | Andreas Dreitz        |
| 10. Juni 2018 | Challenge Geraardsbergen                                  | Halbdistanz                                       | Heather Wurtele          | Pieter Heemeryck      |
| 17. Juni 2018 | Challenge Heilbronn                                       | Halbdistanz                                       | Daniela Sämmler          | Sebastian Kienle      |
| 1. Juli 2018  | Challenge Roth                                            | Langdistanz                                       | Daniela Sämmler          | Sebastian Kienle      |
| 8. Juli 2018  | Challenge San Gil                                         | Halbdistanz                                       | Cecilia Perez            | Tim Don               |
| 28. Juli 2018 | Ford Challenge Prag                                       | Halbdistanz                                       | Katrien Verstuyft        | Javier Gómez          |
| 12. Aug. 2018 | Challenge Turku                                           | Halbdistanz                                       | Sarah Lewis              | Sebastian Kienle      |
| 2. Sep. 2018  | Challenge Walchsee-Kaiserwinkl                            | Halbdistanz                                       | Eva Wutti                | Sebastian Kienle      |
| 8. Sep. 2018  | Challenge Almere-Amsterdam                                | Langdistanz                                       | Yvonne van Vlerken       | Jaroslav Kovačič      |
| 8. Sep. 2018  | Challenge Almere-Amsterdam                                | Halbdistanz                                       |                          | Philipp Herber        |
| 16. Sep. 2018 | Challenge Davos                                           | Halbdistanz                                       |                          |                       |
| 23. Sep. 2018 | Challenge Madrid                                          | Langdistanz                                       | Laura Siddall            | Timothy Van Houtem    |
| 20. Okt. 2018 | Challenge Peguera-Mallorca                                | Halbdistanz                                       | Lucy Gossage             | Pablo Dapena González |
| 21. Okt. 2018 | Challenge Kanchanaburi                                    | Halbdistanz                                       | Yvonne van Vlerken       |                       |
| 28. Okt. 2018 | Challenge Forte Village Sardinia (a)                      | Halbdistanz                                       | Svenja Thoes             | Pieter Heemeryck      |
| 11. Nov. 2018 | Challenge Shepparton                                      | Halbdistanz                                       | Annabel Luxford          | Levi Maxwell          |
| 18. Nov. 2018 | Challenge Taitung                                         | Halbdistanz, Challenge Asia Pacific Championships | Radka Vodickova          | Luke McKenzie         |
| 9. Dez. 2018  | Challenge Daytona                                         | Halbdistanz                                       | Sarah Haskins-Kortuem    | Pieter Heemeryck      |

| ETU-Europameisterschaft | Challenge-Weltmeisterschaft |

(a) Die Challenge Forte Village Sardinia musste 2018 als Duathlon ausgetragen werden.

### Challenge-Weltserie 2017
Am 3. Juni 2017 wurde im slowakischen Šamorín mit „The Championship“ erstmals eine Weltmeisterschaft der Challenge-Rennserie auf der Halbdistanz (1,9 km Schwimmen, 90 km Radfahren und 21,1 km Laufen) ausgetragen.
Bei der Challenge Regensburg wurden am 13. August 2017 die deutschen Meisterschaften über die Langdistanz ausgetragen.
Sven Riederer ist Mitorganisator des „Challenge Davos Festival“.
Mit der Challenge Davos kam im September 2017 auch ein neues Rennen in der Schweiz zur Rennserie hinzu. Aufgrund der kalten Wetterverhältnisse musste das Rennen als Bike-Run-Bewerb ausgetragen werden.
Der für den Dezember als letztes Rennen der Saison geplante Challenge Florianópolis musste aufgrund der Wetterverhältnisse abgesagt werden.
Mit elf Goldmedaillen konnten sich die Athleten aus dem Vereinigten Königreich an die Spitze der Jahreswertung nach 31 Rennen der Saison 2017 setzen – vor Deutschland (9 × Gold) und Kanada (6 × Gold). Die Schweizer Athleten erzielte drei Mal Gold und Thomas Steger holte die beiden Goldmedaillen für Österreich.
|    | Datum         | Event                                           | Distanz       | Sieger Frauen         | Sieger Männer      |
| -- | ------------- | ----------------------------------------------- | ------------- | --------------------- | ------------------ |
| 01 | 18. Feb. 2017 | Challenge Wanaka                                | Langdistanz   | Yvonne van Vlerken    | Dougal Allan       |
| 02 | 9. Apr. 2017  | Challenge Melbourne                             | Halbdistanz   | Annabel Luxford       | Sam Appleton       |
| 03 | 22. Apr. 2017 | Challenge Mogán (Gran Canaria)                  | Halbdistanz   | Emma Pallant          | Alistair Brownlee  |
| 04 | 23. Apr. 2017 | Challenge Cerrado                               | Halbdistanz   | Bruna Mahl            | Paulo Maciel       |
| 05 | 29. Apr. 2017 | Challenge Taiwan                                | Halbdistanz   |                       | Jan Frodeno        |
| 06 | 29. Apr. 2017 | Challenge Taiwan                                | Langdistanz   | Verena Walter         | Fredrik Croneborg  |
| 07 | 7. Mai 2017   | Challenge Lisboa                                | Halbdistanz   | Lucy Charles          | João José Pereira  |
| 08 | 7. Mai 2017   | Challenge Rimini                                | Halbdistanz   | Anja Beranek          | Giulio Molinari    |
| 09 | 28. Mai 2017  | Challenge Salou                                 | Halbdistanz   | Sara Loher            | David McNamee      |
| 10 | 3. Juni 2017  | „The Championship“ Challenge World Championship | Halbdistanz   | Lucy Charles          | Lionel Sanders     |
| 11 | 10. Juni 2017 | Challenge Denmark (Herning)                     | Halbdistanz   | Camilla Pedersen      | Patrick Dirksmeier |
| 12 | 11. Juni 2017 | Challenge Venice                                | Langdistanz   | Sofie Goos            | Lukas Krämer       |
| 13 | 18. Juni 2017 | Challenge Heilbronn                             | Halbdistanz   | Daniela Sämmler       | Boris Stein        |
| 14 | 25. Juni 2017 | Challenge Nakhon Nayok                          | Halbdistanz   | Anna Eberhardt        | Fredrik Croneborg  |
| 15 | 24. Juni 2017 | Challenge Poznań                                | Halbdistanz   | Laura Siddall         | David McNamee      |
| 16 | 24. Juni 2017 | Challenge Poznań                                | Langdistanz   | Ewa Bugdol            | Denis Sketako      |
| 17 | 2. Juli 2017  | Challenge Geraardsbergen                        | Halbdistanz   | Tine Deckers          | Trevor Wurtele     |
| 18 | 2. Juli 2017  | Challenge San Gil                               | Halbdistanz   | Cecilia Perez         | Tim Don            |
| 19 | 9. Juli 2017  | Challenge Roth                                  | Langdistanz   | Daniela Ryf           | Bart Aernouts      |
| 20 | 23. Juli 2017 | Challenge Iceland                               | Halbdistanz   | Jeanni Seymour        | Justin Metzler     |
| 21 | 23. Juli 2017 | Challenge Penticton                             | Halbdistanz   | Claire Robinson       | Leon Griffin       |
| 22 | 23. Juli 2017 | Challenge Roma                                  | Halbdistanz   | Laura Siddall         | Sven Riederer      |
| 23 | 29. Juli 2017 | Challenge Prag                                  | Halbdistanz   | Lucy Charles          | Pieter Heemeryck   |
| 24 | 13. Aug. 2017 | Challenge Turku                                 | Halbdistanz   | Kaisa Sali            | Dylan McNeice      |
| 25 | 3. Sep. 2017  | Challenge Walchsee-Kaiserwinkl (1)              | Halbdistanz * | Laura Siddall         | Thomas Steger      |
| 26 | 17. Sep. 2017 | Challenge Davos (1)                             | Halbdistanz * | Lena Berlinger        | Thomas Steger      |
| 27 | 14. Okt. 2017 | Challenge Peguera Mallorca                      | Halbdistanz   | Heather Wurtele       | Justus Nieschlag   |
| 28 | 22. Okt. 2017 | Challenge Aruba                                 | Halbdistanz   | Fiama Rodriguez       | Cody Beals         |
| 29 | 22. Okt. 2017 | Challenge Kanchanaburi                          | Halbdistanz   | Amelia Watkinson      | Fredrik Croneborg  |
| 30 | 29. Okt. 2017 | Challenge Forte Village Sardinia                | Halbdistanz   | Heather Wurtele       | Vicente Hernández  |
| 31 | 12. Nov. 2017 | Challenge Shepparton                            | Halbdistanz   | Anna Eberhardt-Halász | Dan Wilson         |

| ETU-Europameisterschaft | Challenge-Weltmeisterschaft |

(1) Die Rennen in Davos und Walchsee mussten auf verkürztem Kurs ausgetragen werden.

### Challenge-Weltserie 2016
Im Dezember 2015 wurde die Austragung des neuen Challenge Gran Canaria auf der Halbdistanz im September 2016 in Mogán bekanntgegeben.
Die Rennserie 2016 wurde mit 34 Rennen an 31 Orten ausgetragen.
Die Niederländerin Yvonne van Vlerken sowie der Italiener Giulio Molinari konnten als erfolgreichste Einzelathleten jeweils drei dieser Rennen für sich entscheiden.
|    | Datum         | Event                          | Distanz       | Sieger Frauen      | Sieger Männer     |
| -- | ------------- | ------------------------------ | ------------- | ------------------ | ----------------- |
| 01 | 31. Jan. 2016 | Challenge Melbourne            | Halbdistanz   | Ellie Salthouse    | Todd Skipworth    |
| 02 | 20. Feb. 2016 | Challenge Wanaka               | Langdistanz   | Yvonne van Vlerken | Dougal Allan      |
| 03 | 10. Apr. 2016 | Challenge Batemans Bay         | Halbdistanz   | Sarah Fletcher     | Dave Kennett      |
| 04 | 23. Apr. 2016 | Challenge Fuerteventura        | Halbdistanz   | Anja Beranek       | Andreas Böcherer  |
| 05 | 7. Mai 2016   | Challenge Taiwan               | Langdistanz   | Shiao-Yu Li        | Fredrik Croneborg |
| 06 | 8. Mai 2016   | Challenge Rimini               | Halbdistanz   | Yvonne van Vlerken | Giulio Molinari   |
| 07 | 29. Mai 2016  | Challenge Salou Costa Daurada  | Halbdistanz   | Susie Cheetham     | Iñaki Baldellou   |
| 08 | 5. Juni 2016  | Challenge Venice               | Langdistanz   | Erika Csomor       | Dirk Wijnalda     |
| 09 | 12. Juni 2016 | Challenge Billund-Herning      | Halbdistanz   | Maja Stage Nielsen | Andreas Dreitz    |
| 10 | 12. Juni 2016 | Challenge Billund-Herning      | Langdistanz   | Mirjam Weerd       | Chris Fischer     |
| 11 | 19. Juni 2016 | Challenge Heilbronn            | Halbdistanz * | Laura Philipp      | Andreas Böcherer  |
| 12 | 26. Juni 2016 | Challenge Galway               | Halbdistanz   | Emma Bilham        | David McNamee     |
| 13 | 26. Juni 2016 | Challenge Galway               | Langdistanz   | Jessica Brannigan  | Daragh Molloy     |
| 14 | 3. Juli 2016  | Challenge San Gil Querétaro    | Halbdistanz   | Lauren Goss        | Davide Giardini   |
| 15 | 10. Juli 2016 | Challenge St. Andrews          | Halbdistanz   | Heather Low        | Lee Roy           |
| 16 | 17. Juli 2016 | Challenge Roth                 | Langdistanz   | Daniela Ryf        | Jan Frodeno       |
| 17 | 23. Juli 2016 | Challenge Iceland              | Halbdistanz   | Heather Wurtele    | Kevin Collington  |
| 18 | 24. Juli 2016 | Challenge Poznań               | Halbdistanz   | Laura Siddall      | David McNamee     |
| 19 | 24. Juli 2016 | Challenge Poznań               | Langdistanz   | Ewa Bugdol         | Denis Sketako     |
| 20 | 6. Aug. 2016  | Challenge Fredericia           | Halbdistanz   | Camilla Pedersen   | Thomas Strange    |
| 21 | 14. Aug. 2016 | Challenge Regensburg           | Langdistanz   | Julia Viellehner   | Jan Raphael       |
| 22 | 21. Aug. 2016 | Challenge Samorin              | Halbdistanz   | Helle Frederiksen  | Evert Scheltinga  |
| 23 | 27. Aug. 2016 | Challenge Tønsberg             | Halbdistanz   | Michelle Vesterby  | Filip Ospalý      |
| 24 | 28. Aug. 2016 | Challenge Penticton            | Langdistanz   | Jen Annett         | Jeff Symonds      |
| 25 | 4. Sep. 2016  | Challenge Walchsee-Kaiserwinkl | Halbdistanz   | Julia Gajer        | Giulio Molinari   |
| 26 | 10. Sep. 2016 | Challenge Almere-Amsterdam     | Langdistanz   | Camille Deligny    | Jan Raphael       |
| 27 | 11. Sep. 2016 | Challenge Vietnam              | Halbdistanz   | Jessica Fleming    | Mitch Robins      |
| 28 | 17. Sep. 2016 | Challenge Gran Canaria         | Halbdistanz   | Emma Bilham        | Thomas Steger     |
| 29 | 25. Sep. 2016 | Challenge Jeju                 | Halbdistanz   | Amelia Watkinson   | David Mainwaring  |
| 30 | 15. Okt. 2016 | Challenge Paguera-Mallorca     | Halbdistanz   | Judith Corachán    | Pieter Heemeryck  |
| 31 | 23. Okt. 2016 | Challenge Kanchanaburi         | Halbdistanz   | Amelia Watkinson   | Antony Costes     |
| 32 | 23. Okt. 2016 | Challenge Aruba                | Halbdistanz   | Yvonne van Vlerken | Per Bittner       |
| 33 | 30. Okt. 2016 | Challenge Sardinien            | Halbdistanz   | Sara Dossena       | Giulio Molinari   |
| 34 | 13. Nov. 2016 | Challenge Shepparton           | Halbdistanz   | Ellie Salthouse    | Dan Wilson        |

| ETU-Europameisterschaft | USAT Long Course Championship Southeast | USAT Long Course Championship Northeast |

* Der Challenge Heilbronn musste 2016 witterungsbedingt als Duathlon ausgetragen werden.
Mit 11 Goldmedaillen konnten sich die deutschen Athleten an die Spitze der Jahreswertung der Saison 2016 setzen – vor Australien (8 × Gold) und Dänemark (6 × Gold).
| Verteilung der Medaillen auf einzelne Nationen (nach allen 34 Entscheidungen der Saison 2016) | Verteilung der Medaillen auf einzelne Nationen (nach allen 34 Entscheidungen der Saison 2016) | Verteilung der Medaillen auf einzelne Nationen (nach allen 34 Entscheidungen der Saison 2016) | Verteilung der Medaillen auf einzelne Nationen (nach allen 34 Entscheidungen der Saison 2016) | Verteilung der Medaillen auf einzelne Nationen (nach allen 34 Entscheidungen der Saison 2016) | Verteilung der Medaillen auf einzelne Nationen (nach allen 34 Entscheidungen der Saison 2016) |
| Platz                                                                                         | Land                                                                                          | Gold                                                                                          | Silber                                                                                        | Bronze                                                                                        | Gesamt                                                                                        |
| --------------------------------------------------------------------------------------------- | --------------------------------------------------------------------------------------------- | --------------------------------------------------------------------------------------------- | --------------------------------------------------------------------------------------------- | --------------------------------------------------------------------------------------------- | --------------------------------------------------------------------------------------------- |
| 01                                                                                            | Deutschland                                                                                   | 11                                                                                            | 7                                                                                             | 8                                                                                             | 26                                                                                            |
| 02                                                                                            | Australien                                                                                    | 8                                                                                             | 3                                                                                             | 4                                                                                             | 15                                                                                            |
| 03                                                                                            | Dänemark                                                                                      | 6                                                                                             | 5                                                                                             | 1                                                                                             | 12                                                                                            |
| 04                                                                                            | Niederlande                                                                                   | 6                                                                                             | —                                                                                             | 2                                                                                             | 8                                                                                             |
| 05                                                                                            | Kanada                                                                                        | 5                                                                                             | —                                                                                             | 2                                                                                             | 7                                                                                             |
| 06                                                                                            | Italien                                                                                       | 5                                                                                             | 1                                                                                             | 1                                                                                             | 7                                                                                             |
| 07                                                                                            | Vereinigtes Königreich                                                                        | 4                                                                                             | 6                                                                                             | 7                                                                                             | 17                                                                                            |
| 08                                                                                            | Neuseeland                                                                                    | 3                                                                                             | 5                                                                                             | —                                                                                             | 8                                                                                             |
| 09                                                                                            | Vereinigte Staaten                                                                            | 3                                                                                             | 2                                                                                             | 2                                                                                             | 7                                                                                             |
| 10                                                                                            | Schweiz                                                                                       | 3                                                                                             | 1                                                                                             | —                                                                                             | 4                                                                                             |
| 11                                                                                            | Spanien                                                                                       | 2                                                                                             | 1                                                                                             | —                                                                                             | 3                                                                                             |
| 12                                                                                            | Frankreich                                                                                    | 2                                                                                             | —                                                                                             | —                                                                                             | 2                                                                                             |
| 13                                                                                            | Ungarn                                                                                        | 1                                                                                             | 1                                                                                             | —                                                                                             | 2                                                                                             |
| 14                                                                                            | Tschechien                                                                                    | 1                                                                                             | —                                                                                             | 2                                                                                             | 3                                                                                             |
| 15                                                                                            | Polen                                                                                         | 1                                                                                             | —                                                                                             | 1                                                                                             | 2                                                                                             |
| 16                                                                                            | Schweden                                                                                      | 1                                                                                             | —                                                                                             | —                                                                                             | 1                                                                                             |
| 16                                                                                            | Taiwan                                                                                        | 1                                                                                             | —                                                                                             | —                                                                                             | 1                                                                                             |
| 16                                                                                            | Slowenien                                                                                     | 1                                                                                             | —                                                                                             | —                                                                                             | 1                                                                                             |
| 16                                                                                            | Irland                                                                                        | 1                                                                                             | —                                                                                             | —                                                                                             | 1                                                                                             |
| 17                                                                                            | Brasilien                                                                                     | —                                                                                             | 1                                                                                             | —                                                                                             | 1                                                                                             |
| 17                                                                                            | Portugal                                                                                      | —                                                                                             | 1                                                                                             | —                                                                                             | 1                                                                                             |
| 18                                                                                            | Österreich                                                                                    | —                                                                                             | —                                                                                             | 2                                                                                             | 2                                                                                             |
| Total                                                                                         | Total                                                                                         | 68                                                                                            | 34 (68)                                                                                       | 32 (68)                                                                                       | 134 (244)                                                                                     |

### Challenge-Weltserie 2015
Neu eingeführt wurde 2015 ein Qualifikationssystem für einen Startplatz bei der Challenge Roth.
|    | Datum         | Event                                       | Distanz     | Sieger Frauen          | Sieger Männer                    |
| -- | ------------- | ------------------------------------------- | ----------- | ---------------------- | -------------------------------- |
| 1  | 1. Feb. 2015  | Challenge Melbourne                         | Halbdistanz | Melissa Hauschildt     | Leon Griffin                     |
| 2  | 21. Feb. 2015 | Challenge Philippines                       | Halbdistanz | Emma Pooley            | Domenico Passuello               |
| 3  | 22. Feb. 2015 | Challenge Wanaka                            | Langdistanz | Gina Crawford          | Dylan McNeice                    |
| 4  | 27. Feb. 2015 | Challenge Dubai                             | Halbdistanz | Daniela Ryf            | Terenzo Bozzone                  |
| 5  | 29. März 2015 | Challenge Batemans Bay                      | Halbdistanz | Yvonne van Vlerken     | Sam Appleton                     |
| 6  | 25. Apr. 2015 | Challenge Taiwan                            | Halbdistanz | Eva Potuckova          | Terenzo Bozzone -2-              |
| 7  | 25. Apr. 2015 | Challenge Fuerteventura                     | Halbdistanz | Daniela Ryf -2-        | Jonathan Ciavattella             |
| 8  | 17. Mai 2015  | Challenge Knoxville                         | Halbdistanz | Lesley Smith           | Cameron Dye                      |
| 9  | 24. Mai 2015  | Challenge Rimini, ETU-Europameisterschaft   | Halbdistanz | Kaisa Lehtonen         | Filip Ospalý                     |
| 10 | 31. Mai 2015  | Challenge Salou Costa Darouda               | Halbdistanz | Marina Damlaimcourt    | Joe Gambles                      |
| 11 | 7. Juni 2015  | Challenge Quassy                            | Halbdistanz | Jodie Robertson        | Pierre-Yves Gigou                |
| 12 | 13. Juni 2015 | Challenge Denmark                           | Halbdistanz | Michelle Vesterby      | Dirk Bockel                      |
| 13 | 13. Juni 2015 | Challenge Denmark                           | Langdistanz | Beate Görtz            | Chris Fischer                    |
| 14 | 14. Juni 2015 | Challenge Camsur                            | Halbdistanz | Simone Brändli         | Brad Kahlefeldt                  |
| 15 | 14. Juni 2015 | Challenge Williamsburg                      | Halbdistanz | Meredith Kessler       | Kevin Collington                 |
| 16 | 21. Juni 2015 | Challenge Heilbronn                         | Halbdistanz | Laura Philipp          | Andreas Böcherer                 |
| 17 | 21. Juni 2015 | Challenge San Gil Querétaro                 | Halbdistanz | Lauren Goss            | Rodolphe Von Berg                |
| 18 | 28. Juni 2015 | Challenge Atlantic City                     | Langdistanz | Suzy Serpico           | Jeff Paul                        |
| 19 | 5. Juli 2015  | Challenge St. Andrews                       | Halbdistanz | Melanie McQuaid        | Taylor Reid                      |
| 20 | 12. Juli 2015 | Challenge Roth                              | Langdistanz | Yvonne van Vlerken -2. | Nils Frommhold                   |
| 21 | 26. Juli 2015 | Challenge Poznań                            | Halbdistanz | Diana Riesler          | Bart Aernouts                    |
| 22 | 16. Aug. 2015 | Challenge Pocono Mountains                  | Halbdistanz | Darbi Roberts          | James Capperall                  |
| 23 | 23. Aug. 2015 | Challenge Maceió                            | Halbdistanz | Maria Robnilson        | Rafael Araujo Ferreirsa de Souza |
| 24 | 23. Aug. 2015 | Challenge Walchsee-Kaiserwinkl              | Halbdistanz | Simone Brändli -2-     | Giulio Molinari                  |
| 25 | 30. Aug. 2015 | Challenge Maine                             | Halbdistanz | Marie-France Roy       | Gregory Dierksen                 |
| 26 | 30. Aug. 2015 | Challenge Penticton                         | Langdistanz | Yvonne Timewell        | David Matheson                   |
| 27 | 30. Aug. 2015 | Challenge Penticton                         | Halbdistanz | Ailsa Macdonald        | Shawn Wilyman                    |
| 28 | 12. Sep. 2015 | Challenge Almere-Amsterdam                  | Langdistanz | Kathrin Walther        | Markus Fachbach                  |
| 29 | 13. Sep. 2015 | Challenge Cedar Point                       | Langdistanz | Emily Kratz            | Steven Murray                    |
| 30 | 13. Sep. 2015 | Challenge Weymouth, ETU-Europameisterschaft | Langdistanz | Camilla Lindholm       | Marek Jaskolka                   |
| 31 | 17. Okt. 2015 | Challenge Paguera-Mallorca                  | Halbdistanz | Sara Loehr Muñoz       | Filip Ospalý -2-                 |
| 32 | 25. Okt. 2015 | Challenge Sardinien                         | Halbdistanz | Susie Cheetham         | Alessandro Degasperi             |
| 33 | 7. Nov. 2015  | Challenge Ixtapa                            | Halbdistanz | Carrie Lester          | Rodrigo González                 |
| 34 | 8. Nov. 2015  | Challenge Florida                           | Halbdistanz | Lauren Goss -2-        | Erik Limkemann                   |
| 35 | 8. Nov. 2015  | Challenge Forster                           | Halbdistanz | Courtney Gilfillan     | Todd Skipworth                   |
| 36 | 15. Nov. 2015 | Challenge Shepparton                        | Halbdistanz | Rebekah Keat           | Luke Bell                        |
| 37 | 29. Nov. 2015 | Challenge Florianopolis                     | Halbdistanz | Carolina Furriela      | Marcus Vinicius Fernandes        |
| 38 | 29. Nov. 2015 | Challenge Laguna Phuket                     | Halbdistanz | Simone Brändli -3-     | Ruedi Wild                       |

| ETU-Europameisterschaft | USAT Long Course Championship Southeast | USAT Long Course Championship Northeast |

### Challenge-Weltserie 2014
| Datum         | Event                                               | Distanz     | Sieger Frauen          | Sieger Männer              |
| ------------- | --------------------------------------------------- | ----------- | ---------------------- | -------------------------- |
| 18. Jan. 2014 | Challenge Wanaka                                    | Langdistanz | Candice Hammond        | Dylan McNeice              |
| 2. Feb. 2014  | Challenge Melbourne                                 | Halbdistanz | Annabel Luxford        | Tim Berkel                 |
| 22. Feb. 2014 | Challenge Philippines                               | Halbdistanz | Melissa Hauschildt     | Matt Burton                |
| 16. März 2014 | Challenge Batemans Bay                              | Halbdistanz | Radka Vodičková        | Brad Kahlefeldt            |
| 19. Apr. 2014 | Challenge Taiwan                                    | Langdistanz | Britta Martin          | Dylan McNeice -2-          |
| 26. Apr. 2014 | Challenge Fuerteventura                             | Halbdistanz | Camilla Pedersen       | Andreas Dreitz             |
| 10. Mai 2014  | Challenge Rimini                                    | Halbdistanz | Eimear Mullan          | Domenico Passuello         |
| 15. Juni 2014 | Challenge Kraichgau, Deutsche Meisterschaft         | Halbdistanz | Julia Gajer            | Sebastian Kienle           |
| 29. Juni 2014 | Challenge Atlantic City                             | Langdistanz | Laurel Wassner         | Fredrik Croneborg          |
| 6. Juli 2014  | Challenge St. Andrews                               | Halbdistanz | Mirinda Carfrae        | Timothy O’Donnell          |
| 20. Juli 2014 | Challenge Roth                                      | Langdistanz | Mirinda Carfrae -2-    | Timo Bracht                |
| 27. Juli 2014 | Challenge New Albany                                | Halbdistanz | Meredith Kessler       | Eric Limkemann             |
| 24. Aug. 2014 | Challenge Gold Coast                                | Langdistanz | Amelia Watkinson       | Timothy Reed               |
| 24. Aug. 2014 | Challenge Penticton                                 | Langdistanz | Carrie Lester          | Jeff Symonds               |
| 31. Aug. 2014 | Challenge Walchsee-Kaiserwinkl                      | Halbdistanz | Yvonne van Vlerken     | Giulio Molinari            |
| 31. Aug. 2014 | Challenge Vichy                                     | Langdistanz | Gabriella Zelinka      | Andrej Vištica             |
| 13. Sep. 2014 | Challenge Almere-Amsterdam, ETU-Europameisterschaft | Langdistanz | Heleen bij de Vaate    | Markus Fachbach            |
| 14. Sep. 2014 | Challenge Weymouth                                  | Langdistanz | Eleanor Haresign       | Joe Skipper                |
| 5. Okt. 2014  | Challenge Rancho Cordova                            | Halbdistanz | Jennifer Spieldenner   | Kevin Collington           |
| 18. Okt. 2014 | Challenge Paguera-Mallorca, ETU-Europameisterschaft | Halbdistanz | Lisa Hütthaler         | Giulio Molinari -2-        |
| 26. Okt. 2014 | Challenge Sardinien                                 | Halbdistanz | Eimear Mullan -2-      | Domenico Passuello -2-     |
| 9. Nov. 2014  | Challenge Forster                                   | Halbdistanz | Liz Blatchford         | Mitchell Robins            |
| 16. Nov. 2014 | Challenge Shepparton                                | Halbdistanz | Annabel Luxford -2-    | Joshua Amberger            |
| 30. Nov. 2014 | Challenge Florianópolis                             | Halbdistanz | Haley Chura            | Edivânio da Silva Monteiro |
| 30. Nov. 2014 | Challenge Laguna Phuket                             | Halbdistanz | Melissa Hauschildt -2- | Ruedi Wild                 |
| 6. Dez. 2014  | Challenge Bahrain                                   | Halbdistanz | Helle Frederiksen      | Michael Raelert            |

### Challenge-Weltserie 2013
2013 umfasste die Weltserie insgesamt 17 Rennen.
| Datum         | Event                                                              | Sieger Frauen          | Sieger Männer               |
| ------------- | ------------------------------------------------------------------ | ---------------------- | --------------------------- |
| 19. Jan. 2013 | Challenge Wanaka (Langdistanz)                                     | Gina Crawford          | Dylan McNeice               |
| 13. Apr. 2013 | Challenge Fuerteventura (Halbdistanz)                              | Lisa Nordén            | Jens Toft                   |
| 4. Mai 2013   | Challenge Taiwan (Langdistanz)                                     | Belinda Granger        | Dylan McNeice -2-           |
| 19. Mai 2013  | Challenge Barcelona-Maresme (Halbdistanz), ETU-Europameisterschaft | Camilla Pedersen       | Francisco Javier Gómez Noya |
| 26. Mai 2013  | Challenge Rimini (Halbdistanz)                                     | Erika Csomor           | Chris McCormack             |
| 9. Juni 2013  | Challenge Kraichgau (Halbdistanz)                                  | Yvonne van Vlerken     | Boris Stein                 |
| 23. Juni 2013 | Challenge Aarhus (Halbdistanz)                                     | Camilla Pedersen -2-   | Swen Sundberg               |
| 14. Juli 2013 | Challenge Roth (Langdistanz)                                       | Caroline Steffen       | Dirk Bockel                 |
| 28. Juli 2013 | Challenge Vitoria (Langdistanz)                                    | Ana Casares Polo       | Pedro Ribeiro Gomes         |
| 25. Aug. 2013 | Challenge Penticton (Langdistanz)                                  | Carrie Lester          | Jeff Symonds                |
| 1. Sep. 2013  | Challenge Walchsee-Kaiserwinkl (Halbdistanz)                       | Yvonne van Vlerken -2- | James Cunnama               |
| 1. Sep. 2013  | Challenge Vichy (Langdistanz), ETU-Europameisterschaft             | Diana Riesler          | Andrej Vištica              |
| 8. Sep. 2013  | Challenge Henley-on-Thames (Langdistanz)                           | Bella Bayliss          | Tom Lowe                    |
| 14. Sep. 2013 | Challenge Almere-Amsterdam (Langdistanz)                           | Susan Blatt            | Bart Colpaert               |
| 6. Okt. 2013  | Challenge Barcelona-Maresme (Langdistanz)                          | Eva Wutti              | Sérgio Marques              |
| 24. Nov. 2013 | Challenge Forster (Halbdistanz)                                    | Rebecca Hoschke        | Tim Reed                    |
| 1. Dez. 2013  | Challenge Laguna Phuket (Halbdistanz)                              | Melissa Hauschildt     | Rasmus Petræus              |

### Challenge-Weltserie 2012
2012 wurde die Europameisterschaft der Europäischen Triathlon-Union (ETU) erstmals im Rahmen der Challenge Roth bei seiner elften Auflage ausgetragen.
| Datum         | Event                                                      | Sieger Frauen        | Sieger Männer       |
| ------------- | ---------------------------------------------------------- | -------------------- | ------------------- |
| 21. Mai 2012  | Challenge Wanaka (Langdistanz)                             | Gina Crawford        | Aaron Farlow        |
| 14. Apr. 2012 | Challenge Fuerteventura (Halbdistanz)                      | Emma-Kate Lidbury    | Rasmus Henning      |
| 27. Mai 2012  | Challenge Barcelona-Maresme (Halbdistanz)                  | Camilla Pedersen     | Per Bittner         |
| 10. Juni 2012 | Challenge Kraichgau (Halbdistanz), ETU-Europameisterschaft | Julia Gajer          | Andreas Raelert     |
| 17. Juni 2012 | Challenge Aarhus (Halbdistanz)                             | Camilla Pedersen -2- | Reto Hug            |
| 8. Juli 2012  | Challenge Roth (Langdistanz), ETU-Europameisterschaft      | Rachel Joyce         | James Cunnama       |
| 12. Aug. 2012 | Challenge Copenhagen (Langdistanz)                         | Camilla Pedersen -3- | Aaron Farlow -2-    |
| 19. Aug. 2012 | Challenge Vichy (Langdistanz)                              | Martina Dogana       | Stephen Bayliss     |
| 2. Sep. 2012  | Challenge Walchsee-Kaiserwinkl (Halbdistanz)               | Gina Crawford -2-    | Andreas Raelert -2- |
| 16. Sep. 2012 | Challenge Henley-on-Thames (Langdistanz)                   | Gina Crawford -3-    | Stephen Bayliss -2- |
| 30. Sep. 2012 | Challenge Barcelona-Maresme (Langdistanz)                  | Lucy Gossage         | Bas Diederen        |

### Challenge-Weltserie 2011
2011 wurden an elf Austragungsorten zwölf Rennen ausgerichtet, davon sieben auf der Ironman-Distanz:
| Datum         | Event                                        | Sieger Frauen          | Sieger Männer            |
| ------------- | -------------------------------------------- | ---------------------- | ------------------------ |
| 15. Mai 2011  | Challenge Wanaka (Langdistanz)               | Belinda Granger        | Jamie Whyte              |
| 1. Mai 2011   | Challenge Fuerteventura (Halbdistanz)        | Eva Ledesma            | Rasmus Henning           |
| 29. Mai 2011  | Challenge Barcelona-Maresme (Halbdistanz)    | Eva Ledesma -2-        | Sylvain Sudrie           |
| 5. Juni 2011  | Challenge Cairns (Langdistanz)               | Rebekah Keat           | Chris McCormack          |
| 5. Juni 2011  | Challenge Kraichgau (Halbdistanz)            | Yvonne van Vlerken     | Andreas Raelert          |
| 3. Juli 2011  | Challenge Aarhus (Halbdistanz)               | Caroline Steffen       | Rasmus Petræus           |
| 10. Juli 2011 | Challenge Roth (Langdistanz)                 | Chrissie Wellington    | Andreas Raelert -2-      |
| 14. Aug. 2011 | Challenge Copenhagen (Langdistanz)           | Rebekah Keat -2-       | Tim Berkel               |
| 21. Aug. 2011 | Challenge Vichy (Langdistanz)                | Amy Marsh              | Stephen Bayliss          |
| 4. Sep. 2011  | Challenge Walchsee-Kaiserwinkl (Halbdistanz) | Yvonne van Vlerken -2- | Ronnie Schildknecht      |
| 18. Sep. 2011 | Challenge Henley-on-Thames (Langdistanz)     | Yvette Grice           | Petr Vabroušek           |
| 2. Okt. 2011  | Challenge Barcelona-Maresme (Langdistanz)    | Michelle Mitchell      | Clemente Alonso McKernan |

### Challenge-Weltserie 2010
2010 wurden an sieben Austragungsorten 8 Rennen ausgerichtet, davon 4 auf der Ironman-Distanz:
| Datum         | Event                                         | Sieger Frauen       | Sieger Männer   |
| ------------- | --------------------------------------------- | ------------------- | --------------- |
| 16. Mai 2010  | Challenge Wanaka (Langdistanz)                | Gina Crawford       | Richard Ussher  |
| 16. Mai 2010  | Challenge Barcelona-Maresme (Halbdistanz)     | Tiina Boman         | Sylvain Sudrie  |
| 6. Juni 2010  | Challenge Kraichgau (Halbdistanz)             | Rebekah Keat        | Normann Stadler |
| 13. Juni 2010 | Challenge Niederbronn-les-Bains (Halbdistanz) | Rebekah Keat -2-    | Raynard Tissink |
| 18. Juli 2010 | Challenge Roth (Langdistanz)                  | Chrissie Wellington | Rasmus Henning  |
| 15. Aug. 2010 | Challenge Copenhagen (Langdistanz)            | Rebekah Keat -3-    | Tim Berkel      |
| 5. Sep. 2010  | Challenge Walchsee-Kaiserwinkl (Halbdistanz)  | Yvonne van Vlerken  | Michael Weiss   |
| 3. Okt. 2010  | Challenge Barcelona-Maresme (Langdistanz)     | Lucie Zelenková     | Jimmy Johnsen   |

### Challenge-Weltserie 2009
| Datum         | Event                                         | Sieger Frauen        | Sieger Männer            |
| ------------- | --------------------------------------------- | -------------------- | ------------------------ |
| 17. Jan. 2009 | Challenge Wanaka (Langdistanz)                | Gina Ferguson        | Chris McDonald           |
| 24. Mai 2009  | Challenge Barcelona-Maresme (Halbdistanz)     | Virginia Berasategui | Clemente Alonso McKernan |
| 7. Juni 2009  | Challenge Niederbronn-les-Bains (Halbdistanz) | Rebekah Keat         | Chris McCormack          |
| 14. Juni 2009 | Challenge Kraichgau (Halbdistanz)             | Rebekah Keat -2-     | Sebastian Kienle         |
| 12. Juli 2009 | Challenge Roth (Langdistanz)                  | Chrissie Wellington  | Michael Göhner           |
| 4. Okt. 2009  | Challenge Barcelona-Maresme (Langdistanz)     | Sofie Goos           | Marcel Zamora Pérez      |

### Challenge-Weltserie 2008
| Datum         | Event                                         | Sieger Frauen      | Sieger Männer    |
| ------------- | --------------------------------------------- | ------------------ | ---------------- |
| 19. Jan. 2008 | Challenge Wanaka (Langdistanz)                | Gina Ferguson      | Marc Pschebizin  |
| 25. Mai 2008  | Challenge Niederbronn-les-Bains (Halbdistanz) | Belinda Granger    | François Chabaud |
| 13. Juli 2008 | Challenge Roth (Langdistanz)                  | Yvonne van Vlerken | Patrick Vernay   |

### Challenge-Weltserie 2007
| Datum         | Event                          | Sieger Frauen      | Sieger Männer   |
| ------------- | ------------------------------ | ------------------ | --------------- |
| 20. Jan. 2007 | Challenge Wanaka (Langdistanz) | Belinda Granger    | Luke Dragstra   |
| 24. Juni 2007 | Challenge Roth (Langdistanz)   | Yvonne van Vlerken | Chris McCormack |

### Challenge 2002 bis 2006
2002 sowie 2004 bis einschließlich 2006 fand jeweils als einzige Veranstaltung der Challenge-Serie die Challenge Roth (Langdistanz) statt.
2003 wurde die Worlds Best Triathlon Serie mit der Challenge Hilpoltstein über die Mitteldistanz, der Challenge Erding über die olympische Distanz sowie als Abschlussveranstaltung der Challenge Roth über die Ironman-Distanz ausgerichtet.
|   | Datum         | Event                  | Distanz       | Sieger Frauen  | Sieger Männer    |
| - | ------------- | ---------------------- | ------------- | -------------- | ---------------- |
| 1 | 7. Juni 2003  | Challenge Hilpoltstein | Mitteldistanz | Heike Funk     | Lothar Leder     |
| 2 | 22. Juni 2003 | Challenge Erding       | Kurzdistanz   | Heike Funk -2- | Lothar Leder -2- |
| 3 | 6. Juli 2003  | Challenge Roth         | Langdistanz   | Nicole Leder   | Lothar Leder -3- |

→ Zu den Siegern 2002 bis 2006 siehe auch Challenge Roth #Siegerliste.